# Riantec
Riantec [ʁijɑ̃tɛk] est une commune française située dans le département du Morbihan, en région Bretagne.
Ses habitants sont appelés les Riantécois ou localement les « Culs-salés » (en référence à la pêche à pied pratiquée dans la Petite mer de Gâvres).

## Géographie

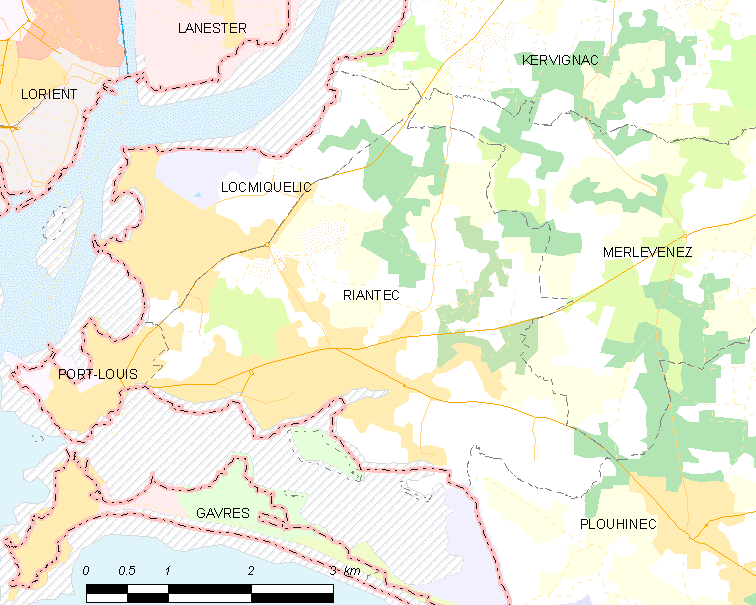
Carte de la commune de Riantec.

| Locmiquélic |         | Merlevenez |
|             | Riantec |            |
| Port-Louis  | Gâvres  | Plouhinec  |

### Localisation
Située sur les bords de la petite mer de Gâvres, Riantec est limitrophe de Port-Louis et Locmiquélic à l'ouest, de Kervignac au nord et de Merlevenez et Plouhinec à l'est. Au sud, la presqu'île de Gâvres protège Riantec de l'Océan Atlantique.
Distante de 5 kilomètres à vol d'oiseau de Lorient et de 19 kilomètres par la route, Riantec, située outre-rade, est une commune de la première couronne de l'agglomération lorientaise.

### Description
Riantec est une commune au relief peu accidenté, marquée d'abord par sa situation littorale avec ses 9 kilomètres de côtes et ensuite par ses caractéristiques rurales.

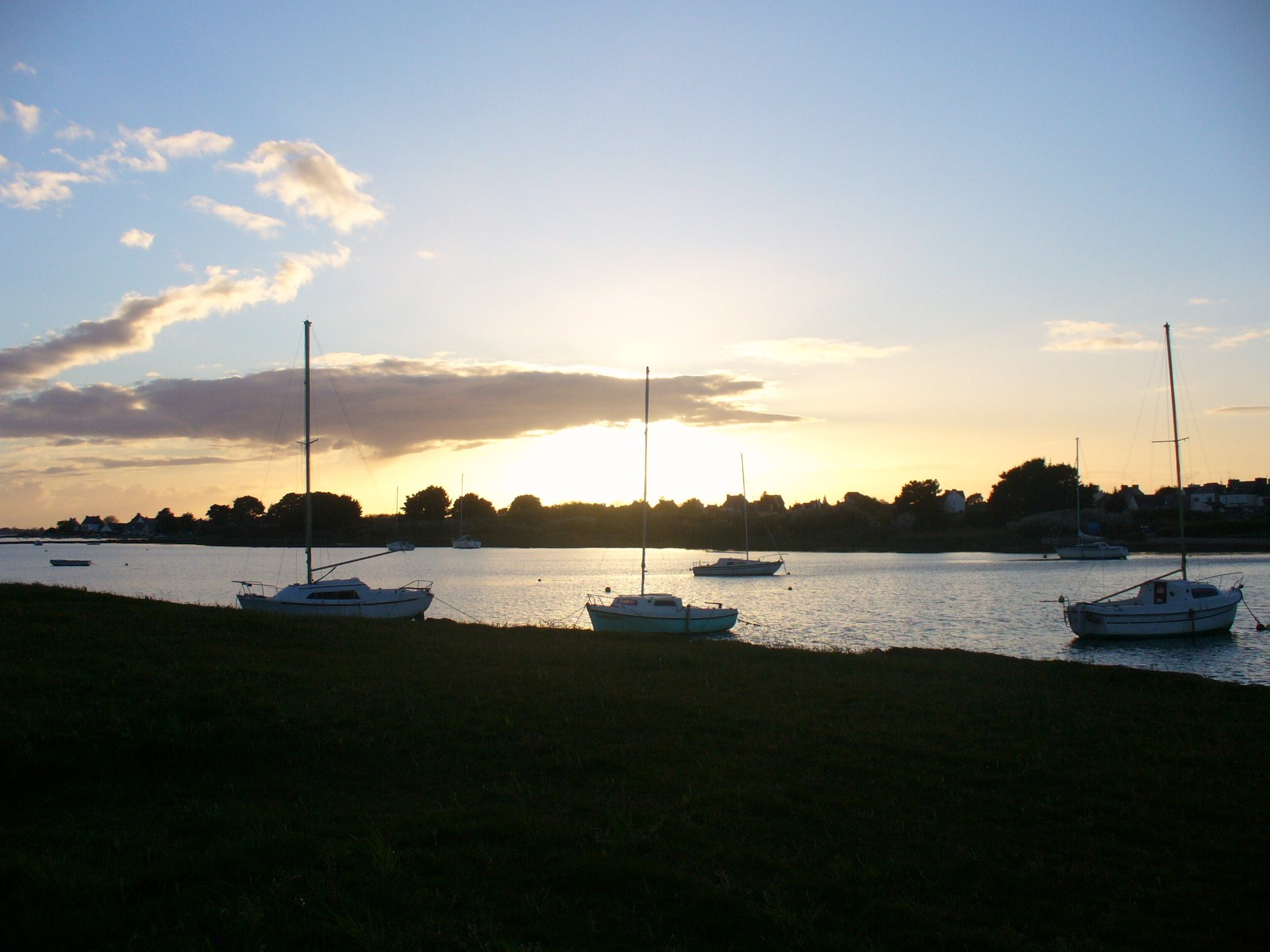
Le bras de mer (estuaire du Riant) séparant l'île de Kerner du continent.

Le littoral est très découpé, marqué principalement par l'estuaire ou ria du Riant, pourtant un minuscule fleuve côtier qui sépare le bourg de la presqu'île de Kerner d'une part, par la baie et vasière de Saint-Léon, partagée avec la commune voisine de Plouhinec, d'autre part.
La frange littorale, qui occupe la majeure partie de la rive nord de la Petite mer de Gâvres, est rythmée par les marées formant un plan d’eau à marée haute et une vaste étendue d’estrans sablo-vaseux (schorre) à marée basse. Deux îles, l'île de Kerner et l'île aux Pins, très basses et dont de larges parties n'émergent qu'à marée basse, l'estran occupant une large surface, sont accessibles à pied à marée basse.
Le littoral est ainsi décrit par Marcel Brunet : « Lorsqu'on pénètre dans la mer de Gâvres en suivant la côte nord, dès qu'on a quitté les dernières maisons de Locmalo, commencent des falaises granulitiques qui, sans interruption, se prolongent jusqu'à Kerfaut, c'est-à-dire sur plus de 4 km. (...) Les parois des falaises sont revêtues d'un épais manteau d'arène blanc gris (...) [qui] atteint une épaisseur de 1 m à 1 m 50 ; au-dessus s'étalent des lits de galets (...). L'ensemble est couronné de sable et de terre. (...) Près de Riantec la falaise, plus haute, atteint parfois 4 mètres. (...) À Riantec se présente une langue de mer (...) qui s'enfonce dans les terres de près de 2 km. À marée basse, on voit s'élargir une vallée de 200 m à 300 m. À mi-chemin, l'érosion marine se trouve arrêtée par une chaussée artificielle qui sert de pont à la route. (...) À marée basse, la mer de Gâvres est presque totalement asséchée. (...) À marée haute la mer recouvre complètement la baie de Gâvres. Elle vient contre les falaises et les bat avec plus ou moins de violence. Son action destructrice est si considérable qu'on a dû édifier des murs de défense. Malheureusement ils résistent peu et sont bientôt enlevés par la mer. Ainsi, près de Stevins, un mur, construit à frais communs par des propriétaires côtiers, n'a pu les protéger contre l'éboulement. La défense est presque impossible ».
L'Île aux Pins, alors appelée Île Saint-Léon, est ainsi décrite en 1912 par le même Marcel Brunet : « Il s'élève près de Kerpun [Kerpuns] une île couverte de dunes, l'Île Saint-Léon, sur laquelle on avait construit autrefois. La mer la détruit chaque jour. Elle offre aujourd'hui l'aspect d'un plateau surmonté d'un seul arbre courbé par le vent, et frangé de petites falaises hautes de 20 cm à 30 cm. D'autres îles ont maintenant disparu ». De nos jours cette île est beaucoup plus boisée, comme en témoigne son nom actuel.

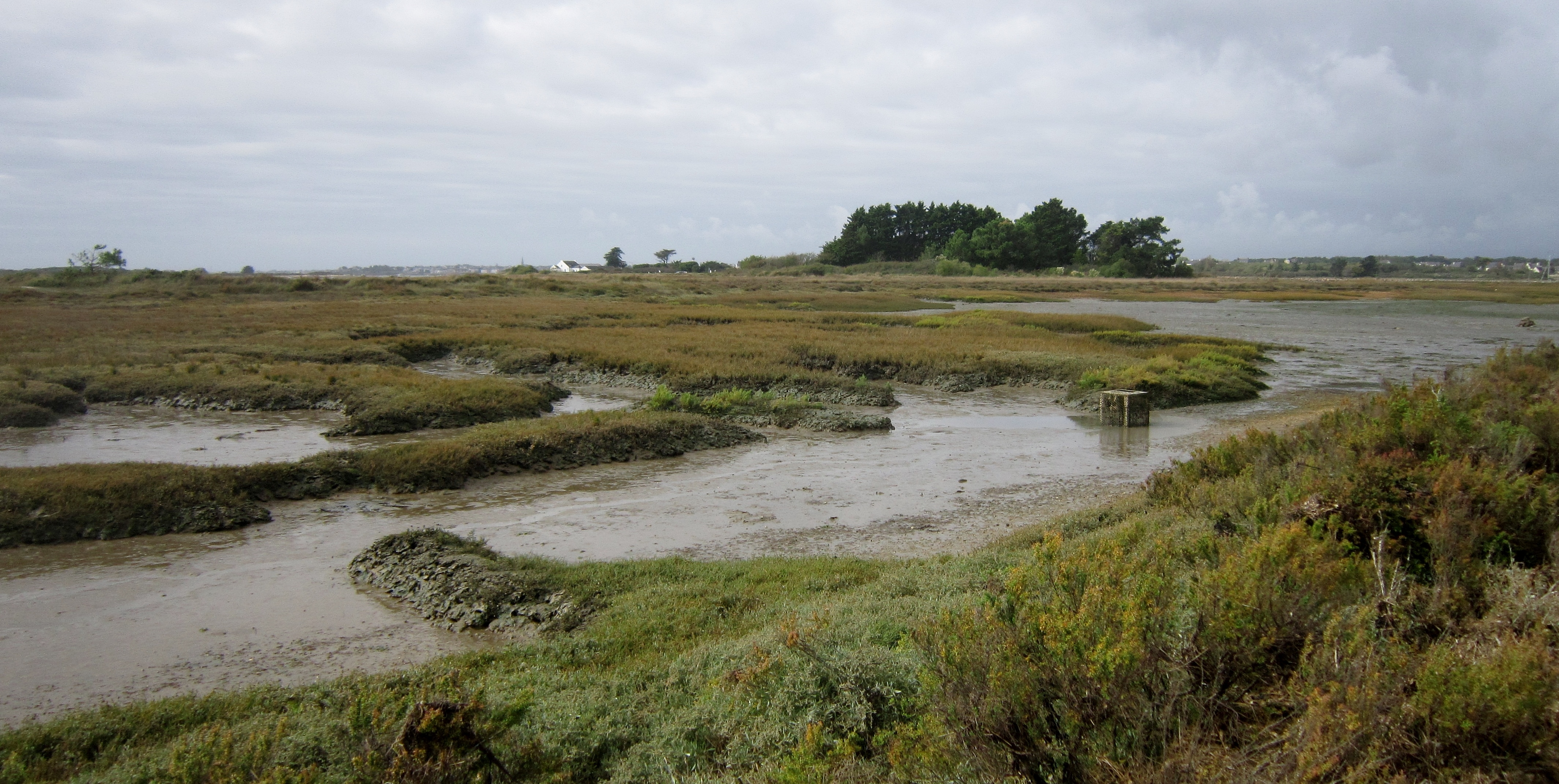
Marais maritime dans la partie sud-est de l'île de Kerner.
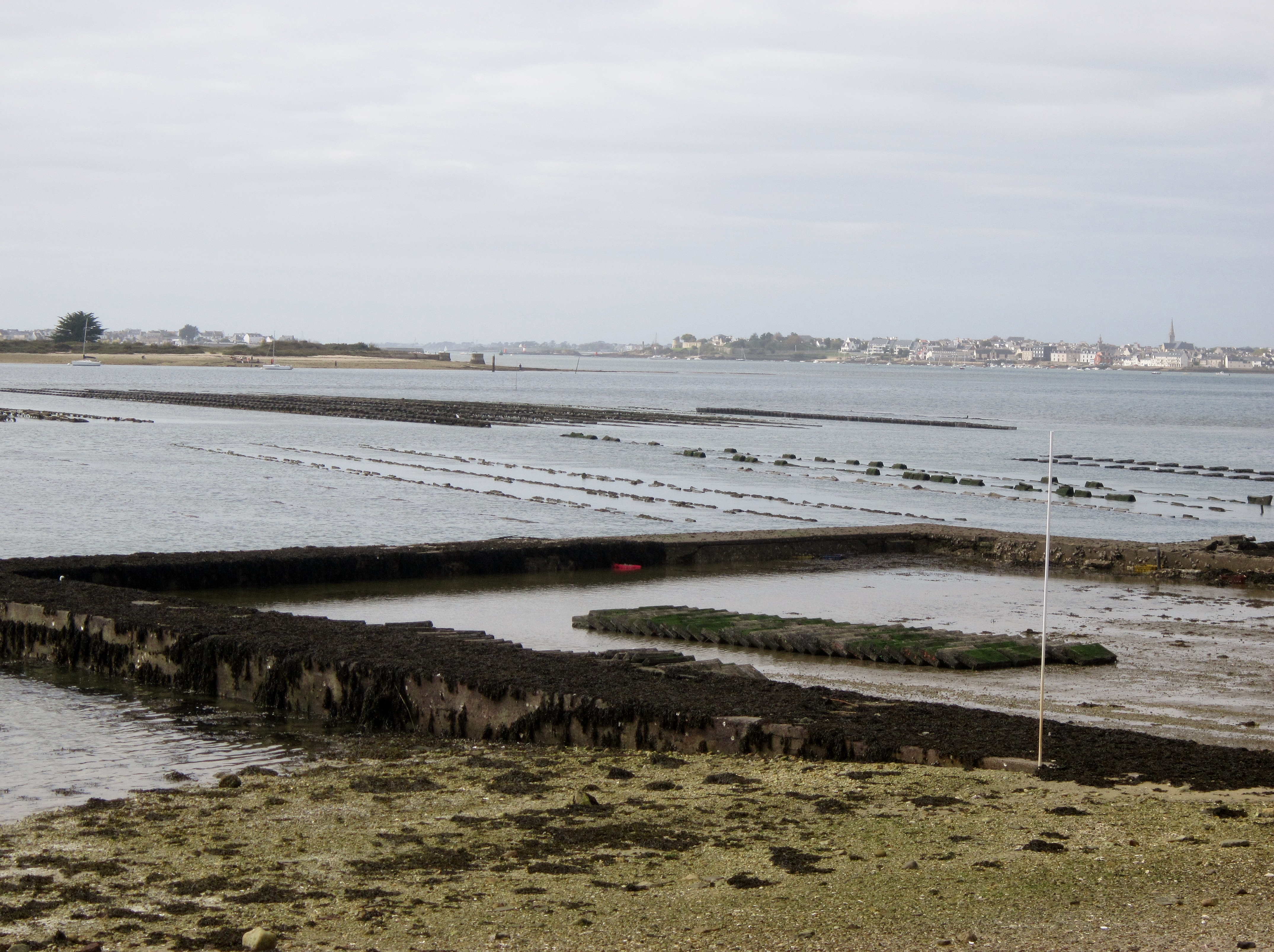
Ancien parc ostréicole dans la partie ouest de l'île de Kerner.
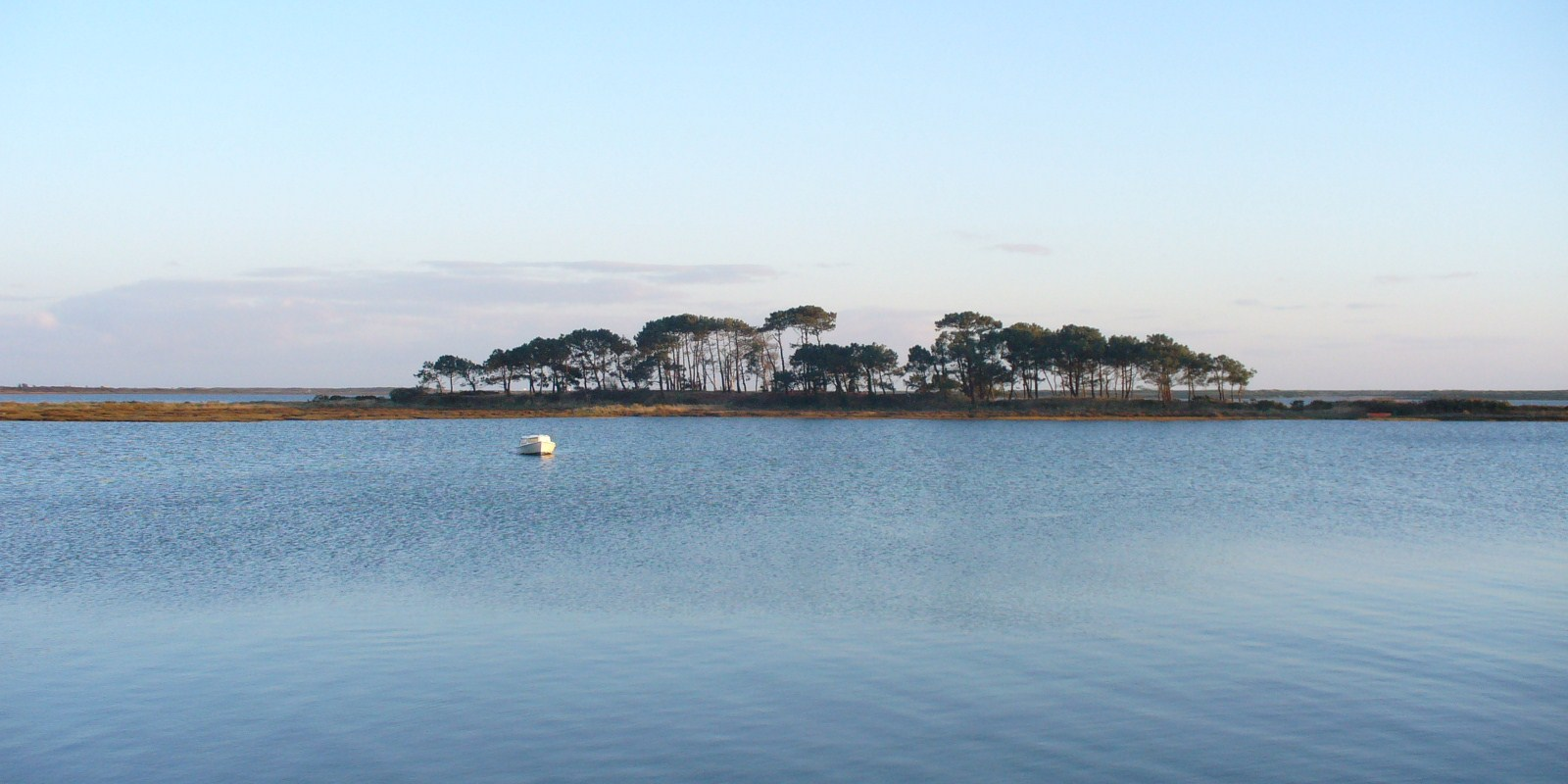
L'Île aux Pins : vue d'ensemble.
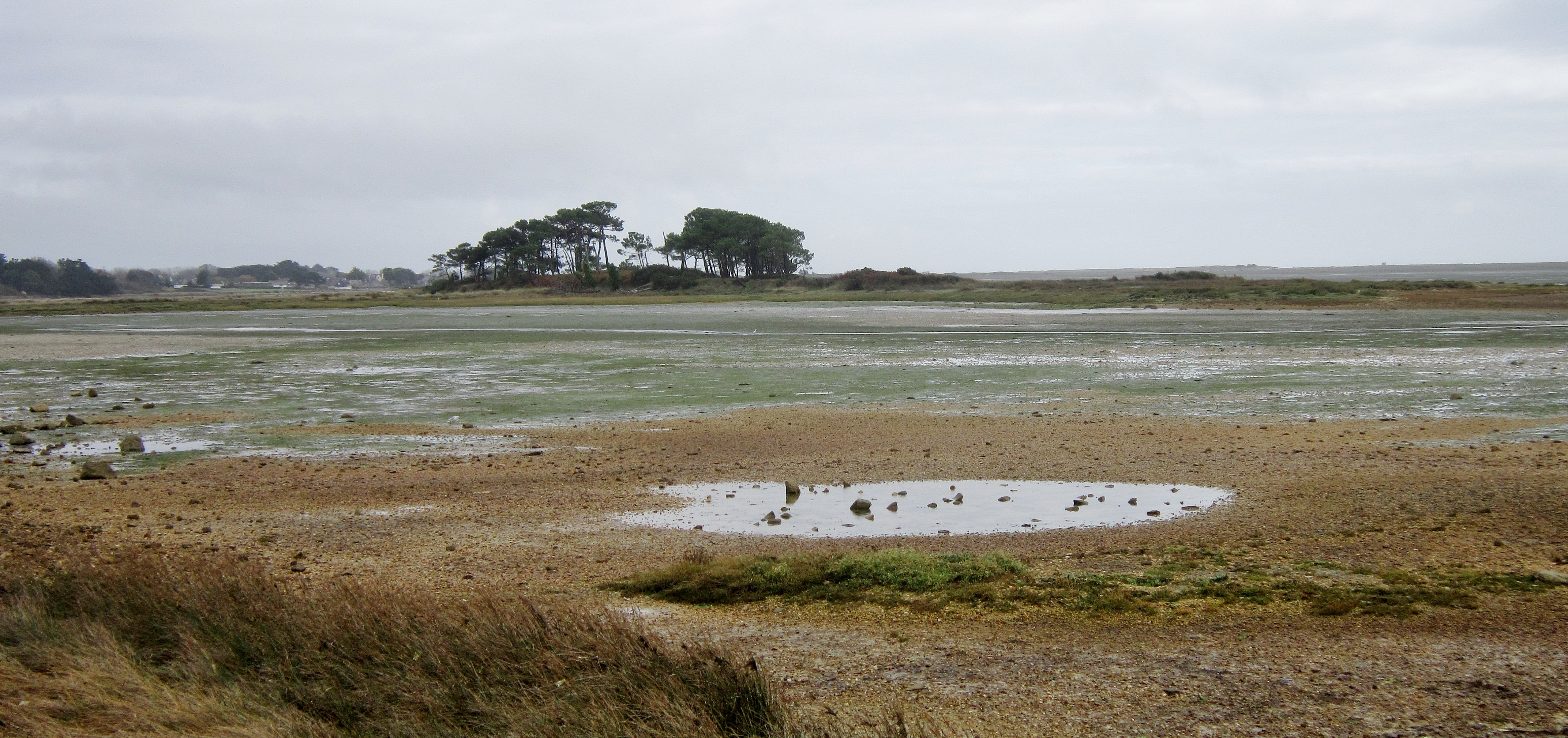
L'Île aux Pins à marée basse vue des environs de Kerpuns.

La partie rurale de la commune, traversée seulement par des cours d'eau mineurs dont le Riant, a une structure essentiellement bocagère et présente de nombreux boisements, principalement au nord et à l'ouest du château de Kerdurand, ainsi que dans la partie nord-est de la commune, aux alentours de la chapelle Saint-Jean. Les altitudes restent modestes, s'élevant au maximum à 35 mètres au nord de Mané Branroc'h. Le finage communal est traversé par le petit fleuve côtier Riant, qui a sa source dans la commune voisine de Kervignac, et sert un temps de limite communale avec Merlevenez.
Entre ces deux espaces, s'est développé à partir d'entités distinctes - à savoir le centre bourg et d'anciens villages aujourd'hui agglomérés (Kerner, les Salles) - un tissu urbain continu structuré autour des principales voies de communication. Par ailleurs, de nombreux hameaux et éléments bâtis parsèment la partie rurale du territoire riantecois.
| - Carte topographique de la commune de Riantec. |

### Le risque de submersion marine
Selon un index global correspondant à l'agrégation de 5 critères effectué en 2011 par l'Observatoire National des Risques Naturels, Riantec est, après Carnac et Damgan, la troisième commune du Morbihan la plus exposée au risque de submersion marine avec 28,40 % de sa population totale concernée (soit 1 391 personnes) et 8,31 hectares de bâti exposé au risque de submersion.

### Hydrographie
Pour un article plus général, voir Réseau hydrographique du Morbihan.
La commune est située dans le bassin Loire-Bretagne. Elle est drainée par le ruisseau le Riant et divers autres petits cours d'eau,.

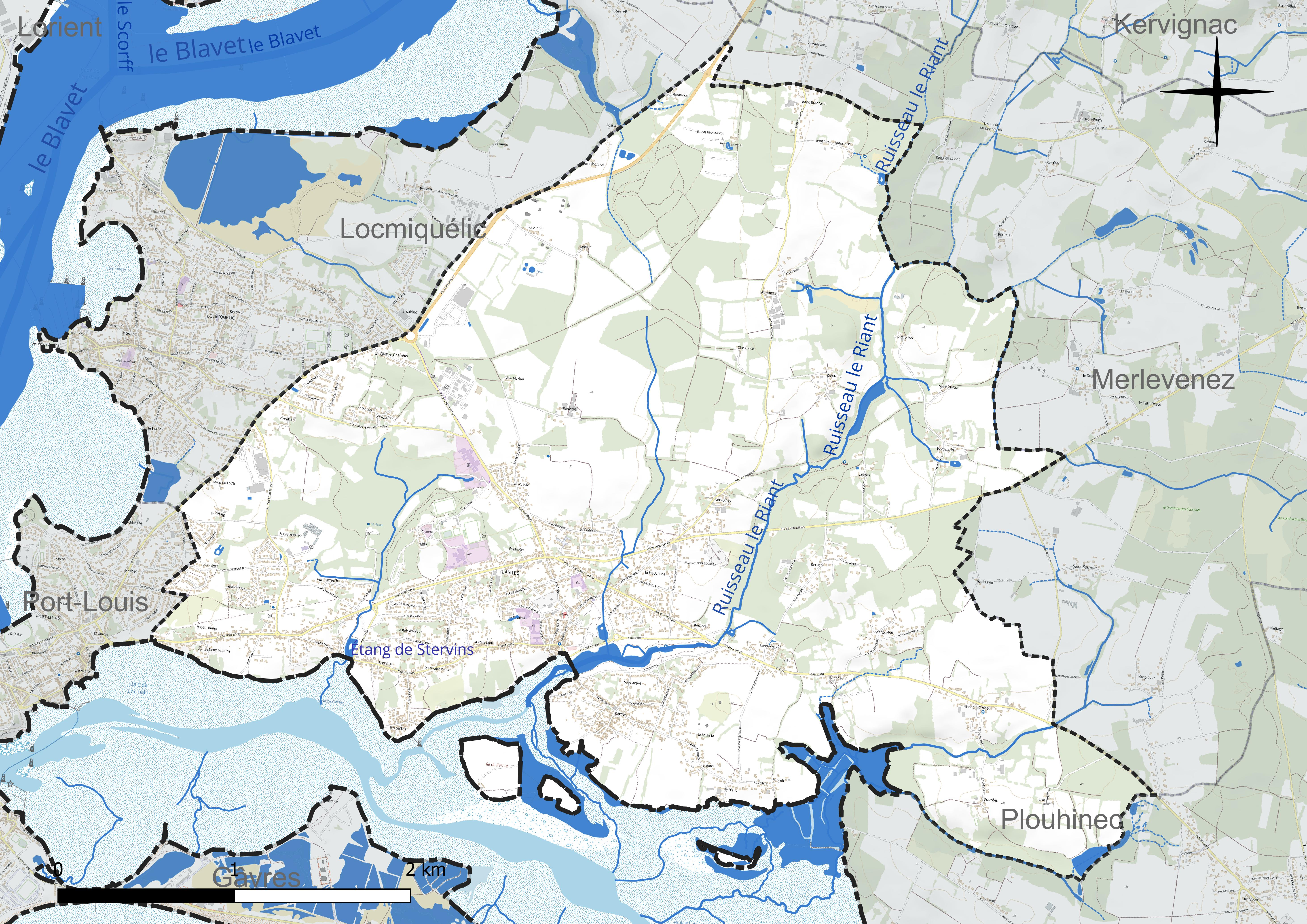
Réseau hydrographique de Riantec.

Un plan d'eau complète le réseau hydrographique : l'étang de Stervins, d'une superficie totale de 0,5 ha (0,52 ha sur la commune),.

### Climat
Pour des articles plus généraux, voir Climat de la Bretagne et Climat du Morbihan.
En 2010, le climat de la commune est de type climat océanique franc, selon une étude du CNRS s'appuyant sur une série de données couvrant la période 1971-2000. En 2020, Météo-France publie une typologie des climats de la France métropolitaine dans laquelle la commune est exposée à un climat océanique et est dans la région climatique  Bretagne orientale et méridionale, Pays nantais, Vendée, caractérisée par une faible pluviométrie en été et une bonne insolation. Parallèlement l'observatoire de l'environnement en Bretagne publie en 2020 un zonage climatique de la région Bretagne, s'appuyant sur des données de Météo-France de 2009. La commune est, selon ce zonage, dans la zone « Littoral doux », exposée à un climat venté avec des étés cléments.
Pour la période 1971-2000, la température annuelle moyenne est de 12,1 °C, avec une amplitude thermique annuelle de 11,2 °C. Le cumul annuel moyen de précipitations est de 904 mm, avec 13,8 jours de précipitations en janvier et 6,8 jours en juillet. Pour la période 1991-2020, la température moyenne annuelle observée sur la station météorologique la plus proche, située sur la commune de Quéven à 12 km à vol d'oiseau, est de 12,2 °C et le cumul annuel moyen de précipitations est de 943,3 mm,. Pour l'avenir, les paramètres climatiques de la commune estimés pour 2050 selon différents scénarios d’émission de gaz à effet de serre sont consultables sur un site dédié publié par Météo-France en novembre 2022.

## Urbanisme

### Typologie
Au 1er janvier 2024, Riantec est catégorisée ceinture urbaine, selon la nouvelle grille communale de densité à sept niveaux définie par l'Insee en 2022.
Elle appartient à l'unité urbaine de Riantec-Locmiquélic, une agglomération intra-départementale regroupant trois communes, dont elle est ville-centre,,. Par ailleurs la commune fait partie de l'aire d'attraction de Lorient, dont elle est une commune de la couronne,. Cette aire, qui regroupe 31 communes, est catégorisée dans les aires de 200 000 à moins de 700 000 habitants,.
La commune, bordée par l'océan Atlantique, est également une commune littorale au sens de la loi du 3 janvier 1986, dite loi littoral. Des dispositions spécifiques d’urbanisme s’y appliquent dès lors afin de préserver les espaces naturels, les sites, les paysages et l’équilibre écologique du littoral, tel le principe d'inconstructibilité, en dehors des espaces urbanisés, sur la bande littorale des 100 mètres, ou plus si le plan local d’urbanisme le prévoit.

### Occupation des sols

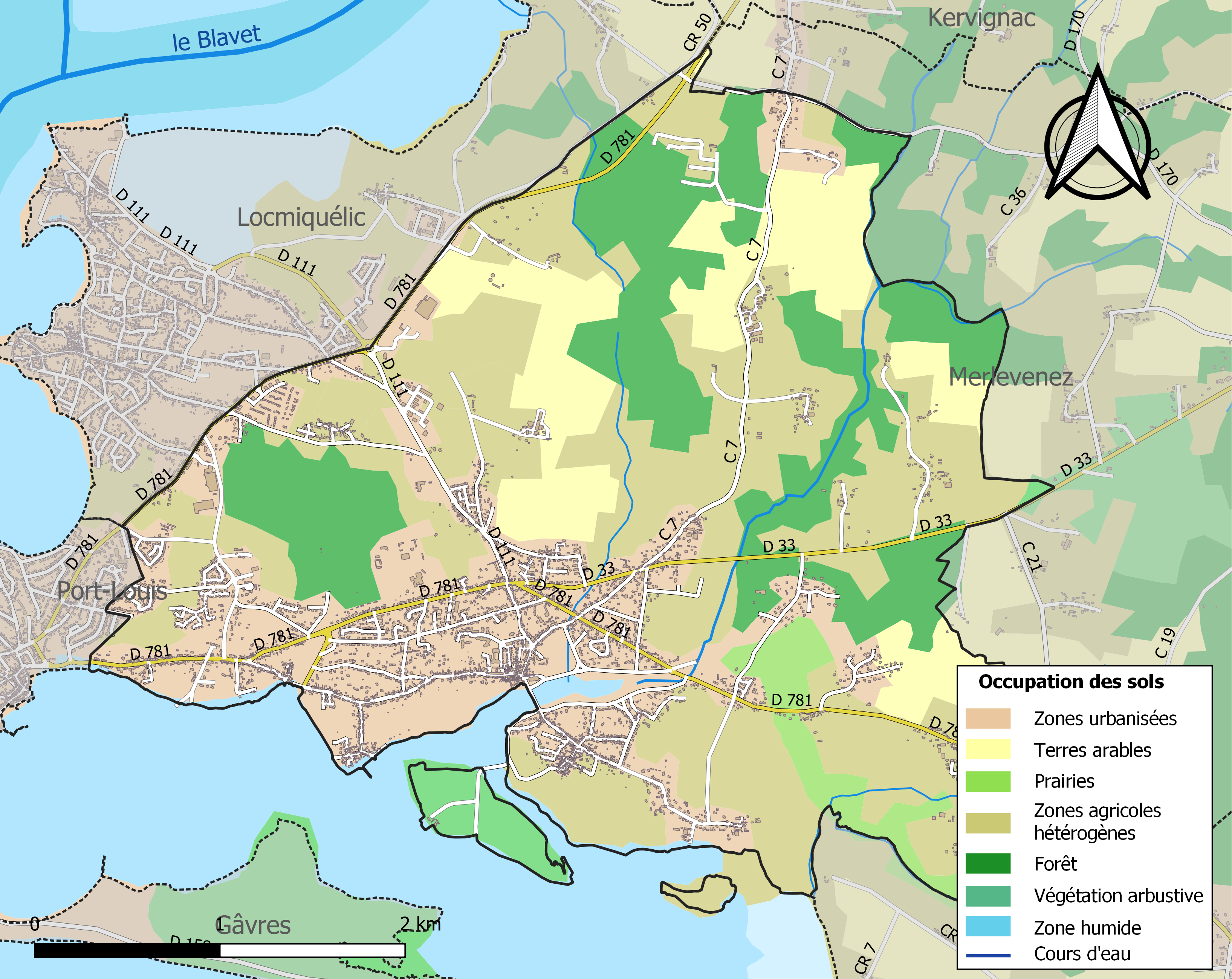
Carte des infrastructures et de l'occupation des sols de la commune en 2018 (CLC).

Le tableau ci-dessous présente l'occupation des sols de la commune en 2018, telle qu'elle ressort de la base de données européenne d’occupation biophysique des sols Corine Land Cover (CLC).
| Type d’occupation                                                                   | Pourcentage | Superficie (en hectares) |
| ----------------------------------------------------------------------------------- | ----------- | ------------------------ |
| Tissu urbain discontinu                                                             | 24,7 %      | 357                      |
| Terres arables hors périmètres d'irrigation                                         | 12,4 %      | 179                      |
| Prairies et autres surfaces toujours en herbe                                       | 5,4 %       | 78                       |
| Systèmes culturaux et parcellaires complexes                                        | 33,5 %      | 483                      |
| Surfaces essentiellement agricoles interrompues par des espaces naturels importants | 2,6 %       | 38                       |
| Forêts de feuillus                                                                  | 4,0 %       | 57                       |
| Forêts de conifères                                                                 | 9,6 %       | 138                      |
| Forêts mélangées                                                                    | 5,5 %       | 79                       |
| Landes et broussailles                                                              | 1,3 %       | 19                       |
| Forêt et végétation arbustive en mutation                                           | 0,1 %       | 1,5                      |
| Zones intertidales                                                                  | 0,9 %       | 13,5                     |
| Source : Corine Land Cover                                                          |             |                          |

## Toponymie
Le nom de la localité est attesté sous les formes Riantec en 1323 et 1387, Rientec en 1391, Rantec en 1415, Rentec en 1423, Riendet en 1630, Riantek en 1636.
Joseph Loth signale un Riant en vieux-breton, qui aurait signification de « parents », d'une des trois familles fondatrices[réf. souhaitée].
Alan J. Raude, dans une étude publiée sur le blog Ar Gedour, dit que le nom remonte au vieux-celtique *rîgantâkos, dérivé lui-même de *rigant- , royal. Supposant que Riantec soit une paroisse ancienne, on peut s'attendre à ce que son nom soit celui d'un saint qui ait patronné sa fondation, comme Allaire (Sant Alar), Elliant, Edern, etc. Mais on ne connait pas de « Saint Riantec ». Par contre, on trouve au Pays de Galles un nom de même origine, celui de la mère de Saint Iltud (le patron de Ploerdut) : Riein-wlid, « Riein la pudique ». RIEIN vient de*Rîgantia, qui donne, en breton armoricain *Riant. D'autres noms de lieux bretons sont dérivés de Rïant : la Riantais en Petit-Auvergné (44), Les Riantières en Saint-Mars-la-Jaille (44), La Riandière en Gausson (22), La Riante en Plénée-Jugon (22), la Riandais en Bréal (35), la Riandière en Mécé (35). Riantec peut donc être une ancienne *Plebs Rîgantâca, « paroisse rïantienne » sous le patronage de la mère de Saint Iltud, Santez Rïant (comme Irvillac, Plebs Ermeliac, tient son nom de Ermel-Ervel). Le site donne une piste pour expliquer comment une sainte étrangère, Radegonde, est devenue patronne de la paroisse. La légende de la fontaine cultuelle raconte en effet que la source avait jailli au pied du cheval de la sainte. Une sainte cavalière, voilà qui est révélateur, car elle nous ramène vers une déesse de la religion druidique, EPONA, que l'on appelle aussi RIGANTONA et qui est bien connue en Galles sous le nom de Rhiannon (voir le conte mythologique de Pwyll, prince de Dyved). Pour Alan J. Raude, Il est clair que le nom de Rïant aura drainé vers la sainte des éléments du culte de Rigantona, et que même le nom de *Riganton a dû être utilisé en vieux-breton. Aussi, lorsque les clercs francisants du XIIe siècle ont cherché une remplaçante romano-franque pour cette sainte bretonne, Radegonde, leur a fourni une consonance approximative qui n'était pas pire que Hilaire pour Alar et Ignace pour Iniaw,[réf. à confirmer].
Rianteg en breton[réf. souhaitée].
Les Riantécois sont surnommés les "Culs-salés" : ce sobriquet viendrait de la pêche à pied : les femmes attendaient le dernier moment pour quitter la petite mer de Gâvres, se faisaient rattraper par la marée et souillaient leur jupe ; elles rentraient donc…le cul salé !

## Histoire

### Préhistoire et Antiquité
S'il existe des traces d'activité humaine préhistorique puis à la période romaine (par exemple une ancienne voie romaine dont le tracé est en gros parallèle et à l'est de la RD 781 et est emprunté partiellement par le GR 34 au sud de Petit Branroc'h), l'occupation par les Bretons du territoire riantecois remonte à la fin du Ve siècle.

### Moyen Âge
Paroisse primitive fondée au VIe siècle (ou issue du démembrement de l'ancienne paroisse de Plouhinec, pour Erwan Vallérie), Riantec mentionnée pour la première fois en 1323, englobait primitivement les territoires de Riantec, de Locmiquélic, de Gâvres et de Port-Louis. Plusieurs petites seigneuries étaient présentes sur le territoire: De Kersabiec, De Kervern, Des Salles, De Stervins, De Bodamour, De Kerpuns, De Kerbérenne, De Locjean, De Toullan.

### Temps modernes
Jean-Baptiste Ogée cite comme maisons nobles en 1530 : « Rochedan, à la demoiselle de Pommeraye ; Ker-Pulz, ou Ker-Palz, à Marie de Kerpulz ou Kerpalz ; les Salles, au sieur de Cadoudal ; Toulelan (Toul-Lann), à Pierre de Combourg ; Coetnos-Ker-bern, à N... ; et Ker-Sabiec, à Claude des Portes ».
François Burin de Ricquebourg, gouverneur du Port-Louis, Hennebont et Quimperlé, obtint en 1743 l'érection des landes de Riantec en fief, sous le titre de "Burin-Ricquebourg". Son fils François-Simon Burin de Ricquebourg, prêtre au Port-Louis, afféagea ces terres aux époux Lantour, bourgeois de Lorient, le 11 septembre 1764 ; c'est l'origine de la terre dite de Lantour en Riantec.
Le château de Kerdurand fut construit au début du XVIIIe siècle par Jean Durand, marchand et bourgeois au Port-Louis. Il fut vendu à plusieurs reprises au cours de ce siècle, notamment à François Stéphan en 1745 et à Jean Rousse, chirurgien de la Compagnie des Indes, en 1762.
En 1753 Thomas Rapion de La Placelière et son épouse achètent le manoir noble de Kersabiec et la métairie qui en dépendait. Un aveu du 16 septembre 1758 indique que Madame de la Placelière, devenue veuve, possède « toutes prérogatives et prééminences en l'église paroissiale de Riantec (..), [qu']elle a droit de banc et parquet au haut du chœur de ladite église et tombes élevées de terre de deux coudées et droit d'avoir des armes es vitres d'icelles ». Elle avait aussi droit de prééminence en « l'église de Saint-Pierre au Port-Louis ainsi qu'à la chapelle du couvent de Sainte-Catherine-sur-Blavet ». Elle disposait aussi du droit de haute, moyenne et basse justice, y compris « d'avoir patibulaires à deux poteaux et gibets pour la punition des crimes et autres marques de justice ».
Les îles Crozet doivent leur nom au navigateur Julien Crozet, né à Port-Louis. Au lieu-dit la Croizetière (Initialement La Crozetière), à Riantec, Joseph Crozet, le père de Julien Crozet acquit en 1751 une métairie et une maison d'été. A la mort de son père en 1755, Julien Crozet hérita de ses biens. Les îles Crozet furent découvertes par l’expédition de l’explorateur français Nicolas Thomas Marion-Dufresne qui fit débarquer son second, Julien Crozet, sur l’île de la Possession le 24 janvier 1772. Crozet prit alors possession de l’archipel au nom de la France. Le capitaine britannique James Cook nomma ces îles d’après Julien Crozet, ayant également donné le nom de Marion-Dufresne à l’île Marion voisine de celle du Prince-Édouard.

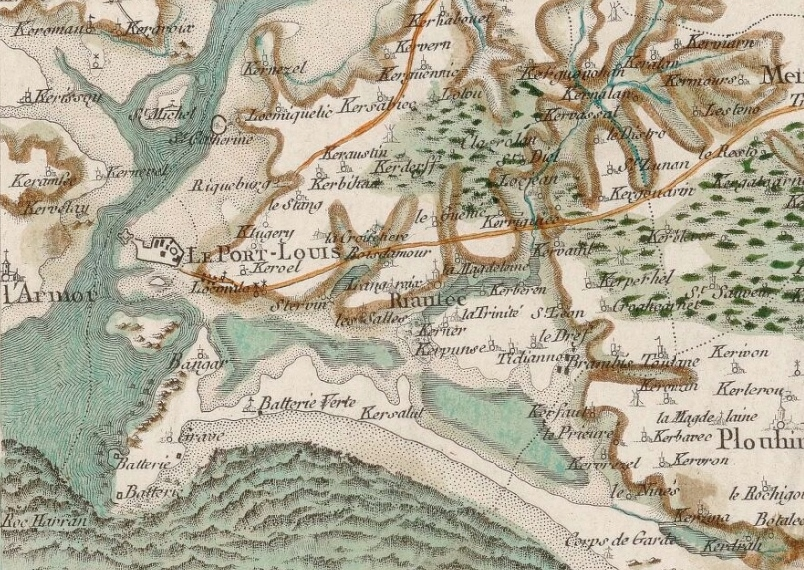
Carte de Cassini de la Petite mer de Gâvres et des paroisses avoisinantes, dont Riantec (1789).

Jean-Baptiste Ogée décrit ainsi Riantec en 1778 :

« Riantec, au bord de la mer ; à 9 lieues à l'ouest de Vannes, son évêché et son ressort ; à 18 lieues de Rennes et à une lieue un quart de l'Orient, sa subdélégation. Cette paroisse relève du Roi et compte 3 200 communiants ; la Cure est à l'ordinaire. Le territoire, borné au sud par la mer, referme des terres très fertiles et assez exactement cultivées. Il offre à la vue des monticules et des vallons. Dans l'île Sainte-Catherine, formée par la rivière de Blavet, est un couvent de Récollets fondé l'an 1446 par Louis de Rohan, seigneur de Guémené, et Louise de Rieux, son épouse. L'an 1590 les seigneurs d'Arradon forcèrent ce couvent où le duc de Mercœur avait mis garnison qui fut presque toute passée au fil de l'épée. Le petit nombre qui échappa fut dangereusement blessé. »

Plusieurs riantécois participèrent à la Guerre d'indépendance américaine dans l'escadre du comte de Ternay, dont François Le Borgne (mort le 18 juillet 1780), Louis Perot (mort le 22 juillet 1780), Jean Lescouët (mort le 3 janvier 1782), Toussaint Thomé, ainsi que, dans l'escadre du comte de Grasse, Jean Le Guen.

### Révolution française
Julien Le Formal fut nommé en 1788 recteur des deux paroisses de Riantec et Port-Louis. Il fit le choix de résider à Riantec (à la différence de Jacques Colomb, le recteur précédent, qui résidait à Port-Louis), ce qui mécontenta les paroissiens de Port-Louis. Il refusa, ainsi que les autres membres du clergé de Riantec de prêter le serment de fidélité à la Constitution civile du clergé (devenant donc prêtre insermenté), à la différence du clergé de Port-Louis qui le fit, mais continua à administrer clandestinement la paroisse de Riantec, même si Pierre Le Blays fut élu curé constitutionnel de Riantec le 4 avril 1791 par l'assemblée électorale du district d'Hennebont. Lors du Concordat de 1801, Port-Louis fut érigé en paroisse distincte, mais Julien Le Formal fut maintenu curé de Riantec.
La paroisse de Riantec est érigée en commune, qui inclut alors Gâvres et Locmiquélic en 1790.

### LeXIXesiècle
A. Marteville et P. Varin, continuateurs d'Ogée, décrivent ainsi Riantec en 1845 :

« Riantec : commune formée par l'ancienne paroisse de ce nom, aujourd'hui succursale. (...) Principaux villages : Lézenel, Kervern, Sterville, Brunroch, Loquimélic, Kerdeff, Keroustin-le-Guennic, Saint-Diel, Groucharnet, le Bois, Kerner, Kerviniec, Kercouarin, Kerpuns. Superficie totale : 1 966 hectares dont (...) terres labourables 702 ha, prés et pâturages 321 ha, bois 121 ha, landes ou marais 591 ha, étangs 15 ha, marais salants 13 ha (...). Moulins : 8 (de Kervins, de Kerberonne, de Locjean, de Sterbouest, à eau ; de Kerbel, de Raulo, de Stervins, de Locjean, à vent) ; étang de Stervins. La commune de Riantec, pittoresquement située sur l'Océan, du côté où s'ouvre la Rade de Lorient, est aussi un des points fortifiés qui protègent l'entrée de cette rade. Plusieurs batteries sont élevées dans les parties qui dominent l'entrée de la rivière ou qui battent le large (la batterie Verte). Ces batteries, quoique formidables jadis, ne sont pas toutes, il faut le dire, en rapport avec les forces de la marine moderne et réclament de grandes améliorations ; cependant elle croisent leurs feux avec ceux de Port-Louis. La pêche de la sardine est la principale industrie de cette localité ; bon nombre de presses y sont employées à la préparation de sardines renommées de Port-Louis. La route de Port-Louis à Landévant coupe ce territoire de l'ouest à l'est, tandis que la route de Port-Louis à Hennebont passe sur sa partie nord, courant de l'ouest-sud-ouest au nord-est. On voit près du village de Kerpréhet un dolmen dont la table principale repose sur deux supports. Géologie : constitution granitique. On parle le breton et le français. »

Un décret du 1er février 1867 du ministre de l'intérieur érige en commune distincte « la presqu'île de Gavre et l'île de Ksalm », distraits de la commune de Riantec ; le chef-lieu de la nouvelle commune est fixé à Gâvre. Gâvres est aussi érigé en paroisse le 20 septembre 1868.
À peine Gâvres avait-il été érigé en commune indépendante qu'une polémique oppose des habitants de Riantec au maire de Gâvres à propos de la coupe du goémon de rive, le maire de la nouvelle commune ayant décidé par décret d'en réserver le droit aux seuls habitants de Gâvres sur son territoire communal. L'affaire alla jusqu'en Cour de cassation.
Les pêcheurs de Riantec participaient tous les ans, le jour de la Saint-Jean (24 juin), comme ceux des ports voisins, à la Fête des Courreaux de Groix comme en témoigne un article datant de 1862. Déjà en 1835 Louis-Antoine Dufilhol écrivait en cette occasion à propos des pêcheurs participant à cette cérémonie : « Ceux de Riantec sortent du fond de leur baie et semblent d'abord voguer au milieu des champs : leurs voiles se promènent parmi les pommiers ; mais bientôt ils pointent le cap sur la batterie du Talut et laissent à bâbord les rochers du Taureau ».
Une double épidémie de variole frappa Riantec en 1866, la première, frappant surtout Locmiquélic, entre janvier et mars fit 93 morts parmi les 340 malades, la seconde en décembre fit 12 morts parmi les 29 malades. Lors de cette seconde épidémie c'est le village de Kerdreff, peuplé de 335 âmes qui souffrit le plus, y tuant 10 personnes (2 enfants, 2 hommes et 6 femmes). Dans son rapport du 14 novembre 1869 sur cette épidémie de variole de Riantec en 1869 (laquelle provoqua dans la commune 438 malades et provoqua 105 décès), le docteur Bodélio écrit : « Les mères n'ont jamais pu comprendre que le vaccin ne pouvait mettre à l'abri de la variole qu'à condition d'être inoculé dix jours au moins avant l'infection variolique dans les organes ». En 1869 une épidémie de fièvre typhoïde fit dans le seul village de Kerner, qui n'avait que 300 habitants, 70 malades et provoqua 50 décès.
En 1874 une pétition d'habitants de Riantec demanda « le rétablissement, dans le plus bref délai, de la royauté en la personne d'Henri V, héritier légitime de la couronne de France ».
Le 22 mars 1875 le préfet du Morbihan suspendit de ses fonctions le vicomte Fréderic de La Goublaye de Nantois « attendu [qu'il] a ouvert et poursuivi, malgré nos instructions, (...) une enquête sur la moralité du desservant de sa commune, (...) que le presbytère a été plusieurs fois menacé, que des scènes scandaleuses ont eu lieu dans l'église paroissiale, et que les religieuses de la commune, qui ont fait preuve du dévouement le plus admirable dans de récentes épidémies ont été insultées et poursuivies à la sortie de l'église, sans que M. le maire ait rien fait pour empêcher ses administrés de se livrer à ces actes coupables ». Si le maire s'en prenait ainsi au curé, c'est parce que ce dernier avait « entrepris de décider ses paroissiens à faire abandon des biens achetés par leurs familles pendant la Révolution (...) ; il n'a pas craint, du haut de sa chaire, de menacer plusieurs personnes de rigueurs ecclésiastiques si elles ne consentaient point à ce qu'il appelle une "restitution" ».
La tempête du 20 décembre 1881 provoqua la disparition d'une chaloupe de pêche de Riantec avec 7 hommes à bord entre Groix et Belle-Île.
Benjamin Girard décrit ainsi Riantec en 1889 :

« Cette grande commune, la plus populeuse du canton de Port-Louis, est située entre l'Océan et la Rade de Lorient ; sa population, en grande partie maritime, se livre à l'industrie de la pêche côtière. Son église paroissiale paraît remonter à l'époque du Moyen-Âge. Plusieurs batteries défendent les abords de Riantec. Près du village de Kerprehet on remarque un dolmen, dont la table repose sur deux supports. Une cale-débarcadère sera prochainement construite aux Salles, où elle rendra d'utiles services aux bateaux de pêche. »

En 1892 et 1893, une épidémie de typhus exanthématique frappe 556 malades en 15 mois à Riantec. Une autre épidémie de typhus avait déjà frappé Riantec entre février 1870 et avril 1871 ; « Riantec étant une localité maritime, l'importation du typhus y était facile »
En juillet 1889, Breurec, un ancien soldat de la garde mobile fait prisonnier pendant la Guerre de 1870, qui avait été condamné par la justice allemande à 20 ans de travaux forcés dans des mines pour avoir tenté de s'évader alors qu'il était prisonnier de guerre, et qui n'avait pas pu donner de ses nouvelles pendant tout ce temps, revint à Riantec après avoir été libéré et appris que son épouse s'était remariée et que tous ses biens avaient été partagés entre ses héritiers.
Le journal La Croix du 28 juin 1891 indique que « l'école des Sœurs de Riantec (Morbihan) vient d'être laïcisée. Les deux religieuses avaient 130 et 199 élèves tandis que dans deux communes voisines les écoles laïques en réunissaient deux pour une et quarante [pour l'autre] pour 4 maîtresses ».
Le 7 juin 1897, environ 1 500 pêcheurs, y compris 300 patrons de barques, de Port-Louis, Gâvres, Riantec, Plouhinec et Plœmeur, décidèrent de ne plus prendre la mer, protestant contre le prix auquel leurs sardines étaient achetés par les usiniers et les conditions générales de vente.

### LeXXesiècle

#### La Belle Époque
Le premier pèlerinage de l'année à Sainte-Anne-d'Auray était appelé "pèlerinage de Riantec" car c'est cette paroisse qui, il y a environ 300 ans avant 1900, en avait donné la première l'exemple. Cette tradition perdurait au début du XXe siècle : par exemple lors de celui de 1900 « les Gâvrais et les Riantecois étaient assez nombreux pour organiser dans la clôture et dans la basilique une magnifique procession aux flambeaux » ; le 29 avril 1907 plus de 500 pèlerins de la région de Lorient, les uns en train, les autres en voiture, participèrent au "pèlerinage de Riantec".
Riantec est ainsi décrit en 1903, lors de la crise sardinière :

« Riantec : du linge qui sèche sur les haies, une rue tortueuse ; puis, devant la mer, une place où se dresse une vieille église à dôme d'ardoise, un grand Christ cloué haut sur une croix et cinq ormeaux sous le branchage desquels sont assis mélancoliquement des hommes coiffés de bérets, aux figures rudes de marins. (...) « Il y a ici (...) 80 bateaux de sardiniers ; à 7 hommes d'équipage, cela représente environ 2 400 personnes qui souffrent actuellement de la misère. Elles ont à manger du pain sec ; parfois un peu de poisson quand les maris en rapportent. Quant aux pommes de terre, elles sont épuisées » [dit le garde maritime]. (...) Les maisons des pêcheurs de Riantec, couvertes de chaume où verdissent l'herbe et la mousse, sont éparpillées sur une trop grande étendue pour que je puisse en visiter beaucoup. Celles que j'ai vu étaient soigneusement entretenues. On mange du pain sec, mais au moins c'est une table propre. (...) J'avais remarqué dans les rues de Riantec que toutes les femmes étaient vêtues de noir des pieds à la tête. À l'une d'elles je demandai pourquoi. « Parce que beaucoup de familles sont parentes entre elles » m'a-t-elle répondu. Je ne comprenais pas. Elle expliqua : « Eh ! bien, oui, nous sommes toujours en deuil ou à la veille de l'être ». Et elle me montra la mer, qui déferlait tout doucement devant nous, alanguie et sournoise (...) Le maire [de Plouhinec ], M. Uhuel, un homme encore très jeune et qui porte le costume spécial du pays, gilet de velours noir à double rangée de boutons et chapeau à grands bords d'où pendent ds rubans (...) me dit que, dans les quatre-vingt-dix villages qui dépendent de la commune qu'il administre, il y avait 350 pêcheurs de sardines, représentant environ 1 200 personnes avec leurs familles. Il y en a 120 très malheureux. C'est à ce point que dans les chaumières de la côte (...) on mange du pain noir avec quelques coquillages qu'on va chercher, et qu'on fait des quêtes à domicile pour l'avoir, ce pain noir »

Le gouvernement Combes décida la fermeture au 1er septembre 1905 de l'école privée catholique tenue par les Sœurs de la Sagesse à Riantec.

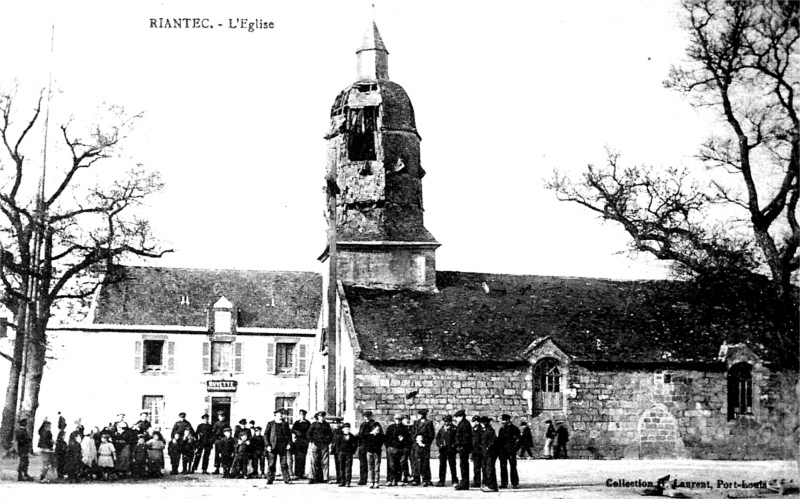
L'ancienne église paroissiale Sainte-Radegonde de Riantec, détruite par un incendie le 23 janvier 1917 (carte postale Henri Laurent).

Le journal L'Ouest-Éclair du 12 mars 1906 écrit que l'entrevue entre les curés et les vicaires de Port-Louis et Riantec avec l'agent du fisc lors de la tentative d'inventaire des biens d'église a été des plus courtoises. « Sur le refus d'ouvrir les portes de ces églises, le receveur de l'enregistrement est reparti sans objection (...) Le bruit courait dans la région que l'abbé Martin, vicaire à Port-Louis et l'abbé Gouguec, vicaire à Riantec, avaient été conduits, menottes aux mains, à la prison de Lorient ; ce bruit est sans fondement ».
Le 13 mai 1908 des incidents éclatèrent à Riantec opposant un ostréiculteur, Lecomte, qui avait obtenu une concession de 6 hectares sur l'île de Kerner et des pêcheurs de Riantec et Locmiquélic dont les femmes avaient l'habitude de ramasser des coquillages, notamment des palourdes, sur les grèves de la Petite mer de Gâvres lorsque chômaient les usines de sardines ; celles-ci reprochaient à l'ostréiculteur de privatiser une partie du domaine public maritime, ce dernier arguant que celui-ci faisait en tout deux cents hectares et que le naissain qu'il produisait servait aussi, en s'échappant de ses parcs, à rendre les coquillages plus abondants ; 40 femmes et 70 enfants de pêcheurs envahirent le parc et le saccagèrent. Il fallut envoyer des gendarmes pour garder le parc ostréicole. Le 15 mai 1908 600 manifestants envahirent l'île Kerner et saccagèrent le parc ; des membres du parquet de Lorient, qui s'étaient rendus sur place, faillirent être victimes de la marée montante ; au retour leur véhicule s'embourba ; ils durent descendre dans les flots et pousser la voiture pendant que le cocher fouettait sa bête à tour de bras.
Le 17 juin 1908 « Le dundee de pêche Marie-Madeleine, de Riantec, patron Leglohaec, a été pris par les courants au moment où il sortait de la Petite mer de Gâvres pour aller au large, et s'est jeté sur les rochers de Belorchs, entre Gâvres et Port-Louis. (...). L'équipage a été sauvé ».
En 1909 des maisons de Riantec étaient toujours couvertes en chaume comme en témoigne l'incendie survenu le 20 mai 1909 qui détruisit « trois fermes recouvertes en chaume » dans le village de Saint-Riel.
Le 21 octobre 1913 « le conseil d'arrondissement, après avoir pris connaissance des délibérations du conseil municipal [de Riantec] et de la commission syndicale, des pétitions d'un certain nombre de protestataires (...) vote à l'unanimité l'érection en commune de la section de Locmiquélic. Cette nouvelle commune comprendra tous les terrains situés sur la rive gauche de la route de Port-Louis à Hennebont ». En raison de la partition, Riantec qui comptait lors du recensement de 1910 7 211 habitants, n'en eût plus que 3 575 et la nouvelle commune de Locmiquélic 3 689.
Le journal La Croix du 3 décembre 1913 écrit que l'école laïque de Riantec « est dirigée par un instituteur, secrétaire de mairie, qui est marié civilement et n'a pas fait baptiser ses enfants. Plutôt que d'envoyer à cette école ses trois fils, un pauvre ménage de la localité, le ménage Tréhin, à qui l'on allouait 7 fr. 50 par mois pour l'entretien d'un enfant assisté, a confié ses enfants à l'école libre. Dès lors, la municipalité radicale a fait rayer la subvention des époux Tréhin ».
Le journal Le Rappel écrit dans son édition du 24 mars 1914 que le dundee 927 de Riantec, patron Jouanno, ayant six hommes d'équipage, parti pour la pêche, n'ayant pas donné de ses nouvelles depuis 3 semaines, est considéré comme perdu. Le 29 mars 1914 l'épave du dundee Sainte-Hélène-de-Dreano, aussi de Riantec, est retrouvée près de Noirmoutier ; ce naufrage fit quatre victimes.

#### La Première Guerre mondiale
Le monument aux morts de Riantec porte les noms de 165 soldats morts pour la France pendant la Première Guerre mondiale ; quatorze d'entre eux au moins sont péris en mer (par exemple les deux frères Adrien et Michel Bernarde, Jean Evanno, les deux frères Aimé et Gildas Jegousso, ainsi que deux autres originaires de Port-Louis, matelots à bord du dundee Bayard-sans-Peur, coulé par le sous-marin U-91 le 14 octobre 1918) ; un (Louis Guillemoto) est mort des suites de ses blessures à Malte, trois au moins sont morts en Belgique (Jean Kerlo, Benjamin Mollo et Pierre Mollo), la plupart des autres sont décédés sur le sol français dont par exemple Martin Danigo, soldat au 123e régiment d'infanterie, mort des suites de ses blessures le 19 août 1916 à Sainte-Menehould (Marne), décoré de la Croix de guerre et de la Médaille militaire ; autres exemples : l'abbé Emmanuel Le Corvec, né le 18 janvier 1890 à Riantec, soldat au 62e régiment d'infanterie, blessé mortellement au Fort de Vaux le 14 novembre 1916 et l'abbé Albert Jouanno, né le 28 septembre 1890 à Riantec, sergent au 69e régiment d'infanterie, blessé mortellement le 20 août 1918 à Bieuxy (Aisne) et décédé deux jours plus tard.
Un soldat originaire de Riantec, Pierre Le Bihan, du 33e régiment d'infanterie coloniale, a été fusillé pour l'exemple le 21 avril 1915 à Courtémont (Marne) pour « avoir tué ou blessé des camarades ».
Marcel Dréan, un marin de commerce originaire de l'île Kerner, fut officiellement déclaré mort par l'Inscription maritime à la suite du naufrage de son bateau, un cargo mixte, torpillé par un sous-marin allemand dans l'Atlantique Nord à la fin de l'année 1917. Il revint à Riantec.. le jour de la cérémonie funèbre en son honneur.

#### L'Entre-deux-guerres

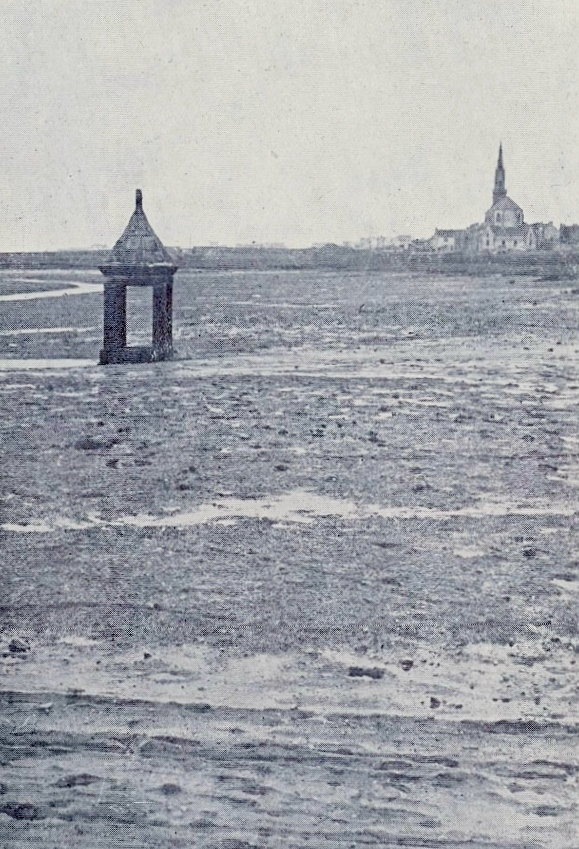
La fontaine Sainte-Radegonde photographiée en 1938.

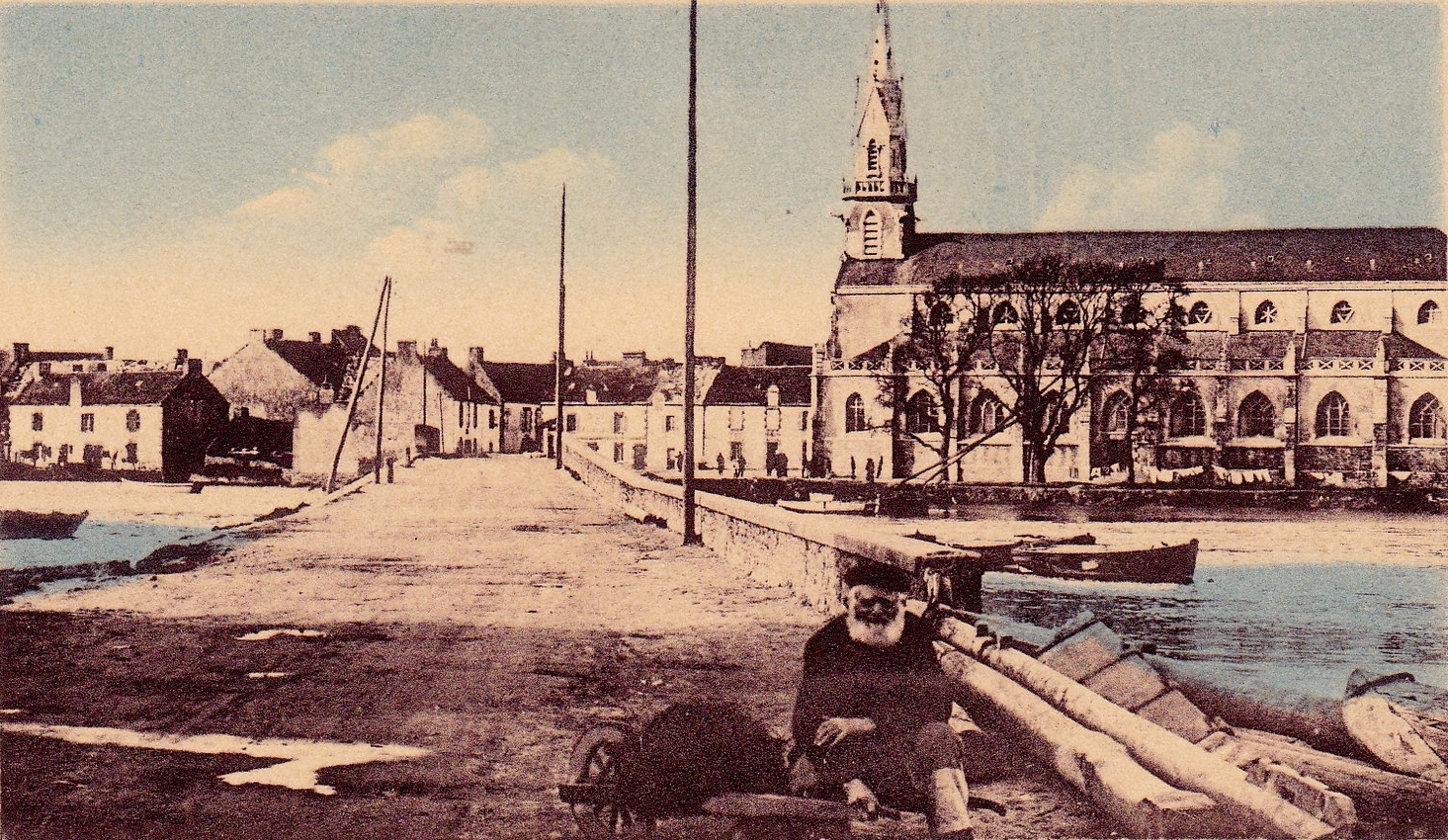
Le pont de Riantec sur l'estuaire du Riant donnant accès à la presqu'île de Kerner et l'église paroissiale Sainte-Radegonde vers 1930 (carte postale colorisée).

Le 23 janvier 1917 l'antique église Sainte-Radegonde de Riantec, datant du XIe siècle, dédiée à sainte Radegonde, fut totalement détruite de manière accidentelle par un incendie ; rien ne put être sauvé. Le 4 février 1920 l'église en ruine s'écroula, ensevelissant plusieurs enfants sous ses décombres : l'un d'entre eux fut tué et un autre grièvement blessé. L'église fut reconstruite entre 1923 et 1927 d'après les plans de l'architecte René Guillaume.
Le 12 octobre 1919 Locmiquélic se sépare de Riantec, devenant une commune distincte.
La tempête du 19 septembre 1930 fit de nombreux dégâts et des victimes à Riantec, notamment à l'Île de Kerner. Le journal L'Ouest-Éclair lança une souscription pour venir en aide aux victimes de toute la côte lorientaise.
Le 10 décembre 1937 une barque montée par deux pêcheurs de goémon de Riantec chavira à la suite d'un coup de vent près de la pointe de Gâvres ; l'un des pêcheurs se noya.
Dugast, ostréiculteur à Riantec, jouissait d'une entreprise à réputation mondiale, fournissant en huîtres et en coquillages les restaurants les plus renommés de Paris, de Bruxelles et la Compagnie générale transatlantique. Il créa en 1938 un établissement ostréicole à Sidi-Abderahman au Maroc.

#### La Seconde Guerre mondiale
Le monument aux morts de Riantec porte les noms de 20 personnes mortes pour la France pendant la Seconde Guerre mondiale ; parmi elles Frédéric Bregent, matelot canonnier à bord du cuirassé Bretagne, mort lors de l'attaque anglaise de Mers el-Kébir le 3 juillet 1940 ; Robert Le Bozec, maître canonnier à bord de l'aviso Surprise, coulé le 8 novembre 1942 lors d'une attaque anglaise sur Oran par le HMS Brilliant ; Paul Dugast, matelot au 1er régiment de fusiliers marins (1re division française libre), tué à l'ennemi le 20 juin 1944 à Radicofani (Italie) ; André Caradec, mort en captivité en Allemagne le 4 janvier 1945.
Le gendarme Pierre Brasquer, né le 8 mars 1913 à Riantec, en poste à Pont-Croix (Finistère), est mort le 9 août 1944 à l'hôpital de Douarnenez des suites de ses blessures reçues alors qu'il ripostait à l'attaque par une colonne allemande des habitants de Plozévet qui s'étaient rassemblés pour fêter l'arrivée prochaine des troupes alliées. La 63e Promotion de l' École de gendarmerie de Châteaulin lui a rendu un hommage solennel en le prenant pour parrain en juin 2015.
L'école privée de garçons de Riantec est ouverte en 1935 et un nouveau bâtiment bâti en 1938.

#### L'après-Seconde-Guerre-mondiale
Jean-Marc Scourzic, maître mécanicien et Léon Naveos, marin, firent partie des 51 victimes lors du naufrage de la frégate météorologique Laplace qui heurta une mine datant de la Seconde Guerre mondiale et coula en dix minutes le 16 septembre 1950 en baie de La Fresnaye.
Cinq soldats originaires de Riantec sont morts pour la France pendant la Guerre d'Indochine : Jean Bertic, Joseph Guérizec, Henri Le Goastellec, Albert Nicol et M. Quer.

### LeXXIesiècle
En 2004, le phare de Kerbel, situé au lieu dit Les Deux moulins, construit en 1913, de 25 mètres de hauteur, désaffecté, fut vendu aux enchères pour 285 000 euros.

## Patrimoine

### Archéologique

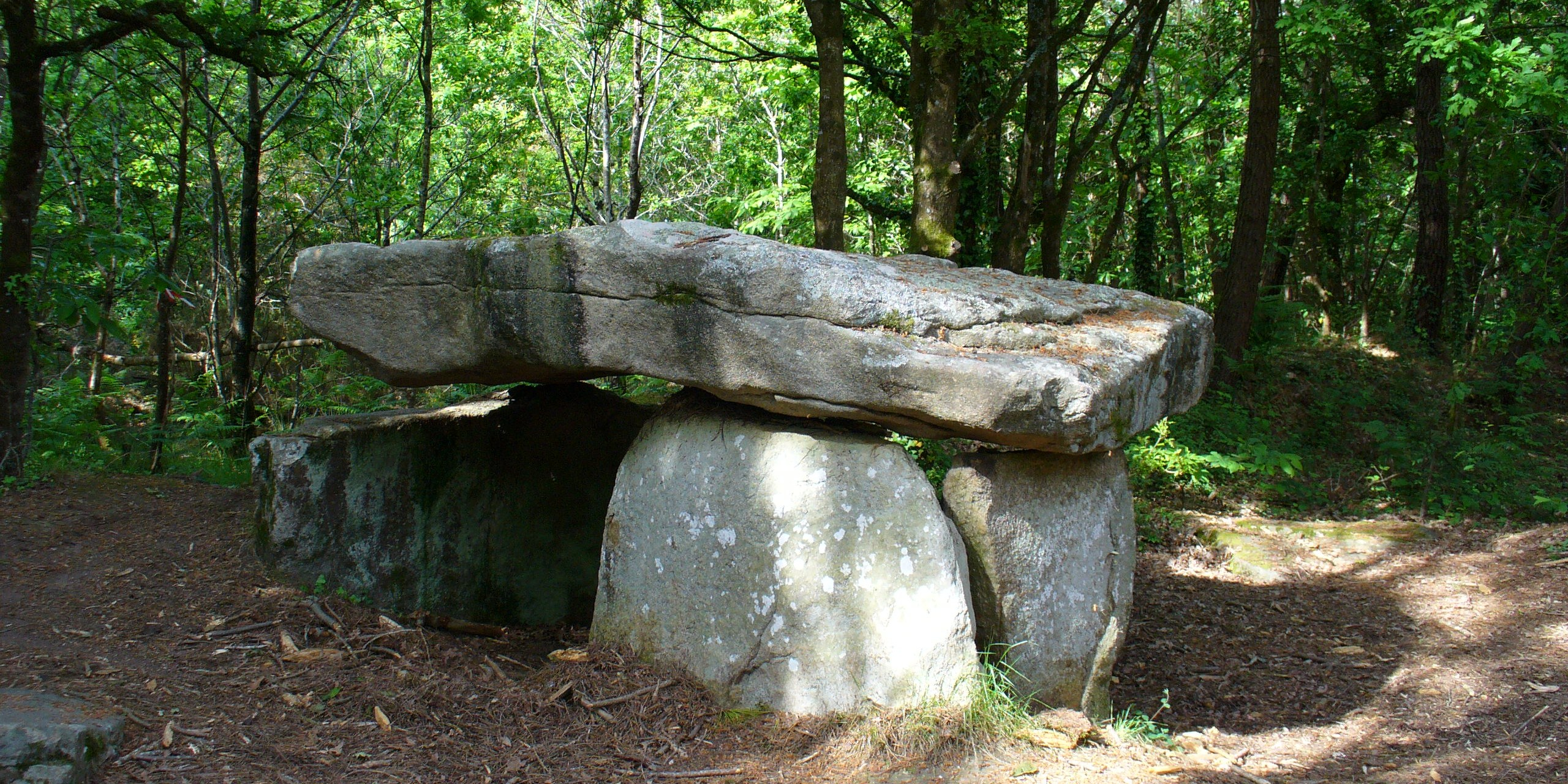
Le dolmen de Kerporel.

Plusieurs sites archéologiques sont recensés sur le territoire de Riantec :
- dolmens et tumulus datant du Néolithique ;
- sites préhistoriques dont le village de Kérostin ;
- voie romaine.

### Historique
À défaut d'édifices, monuments ou sites classés, Riantec possède un certain nombre d'éléments patrimoniaux remarquables.
- Église Sainte-Radegonde de Riantec : dédiée à Radegonde de Poitiers, elle a été reconstruite en style néogothique entre 1923 et 1927, l'église antérieure ayant été détruite par un incendie en 1917.

- Chapelle de la Trinité à Kerner, datant du XVe siècle ;
- Chapelle de la Vraie-Croix, datant du XVIIe siècle ;
- Chapelle Saint-Jean, reconstruite en 1884 ; un pardon y est organisé chaque année[87] ;
- Moulin à marée de Stervins, datant de 1689 ;

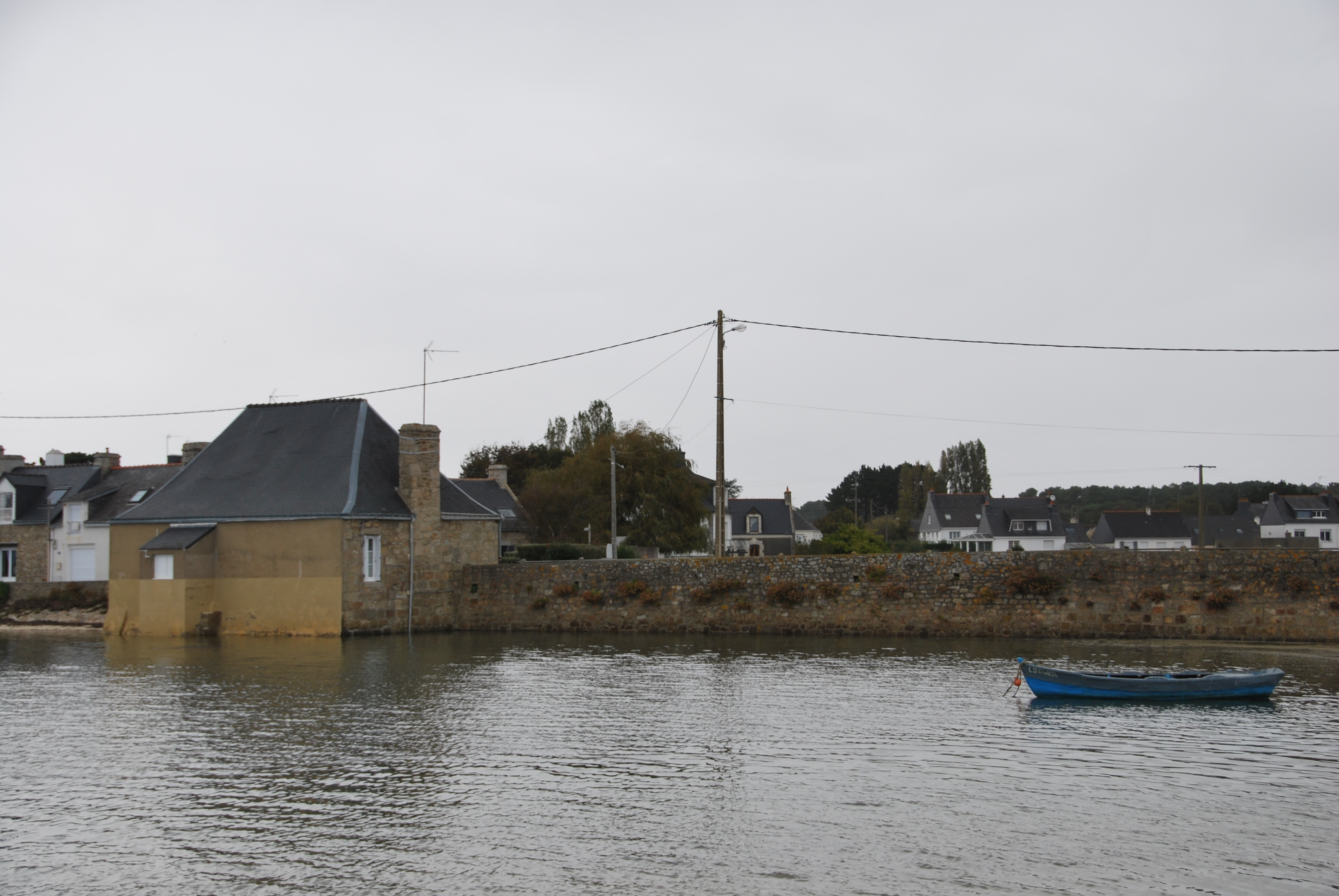
Le moulin à marée de Stervins.
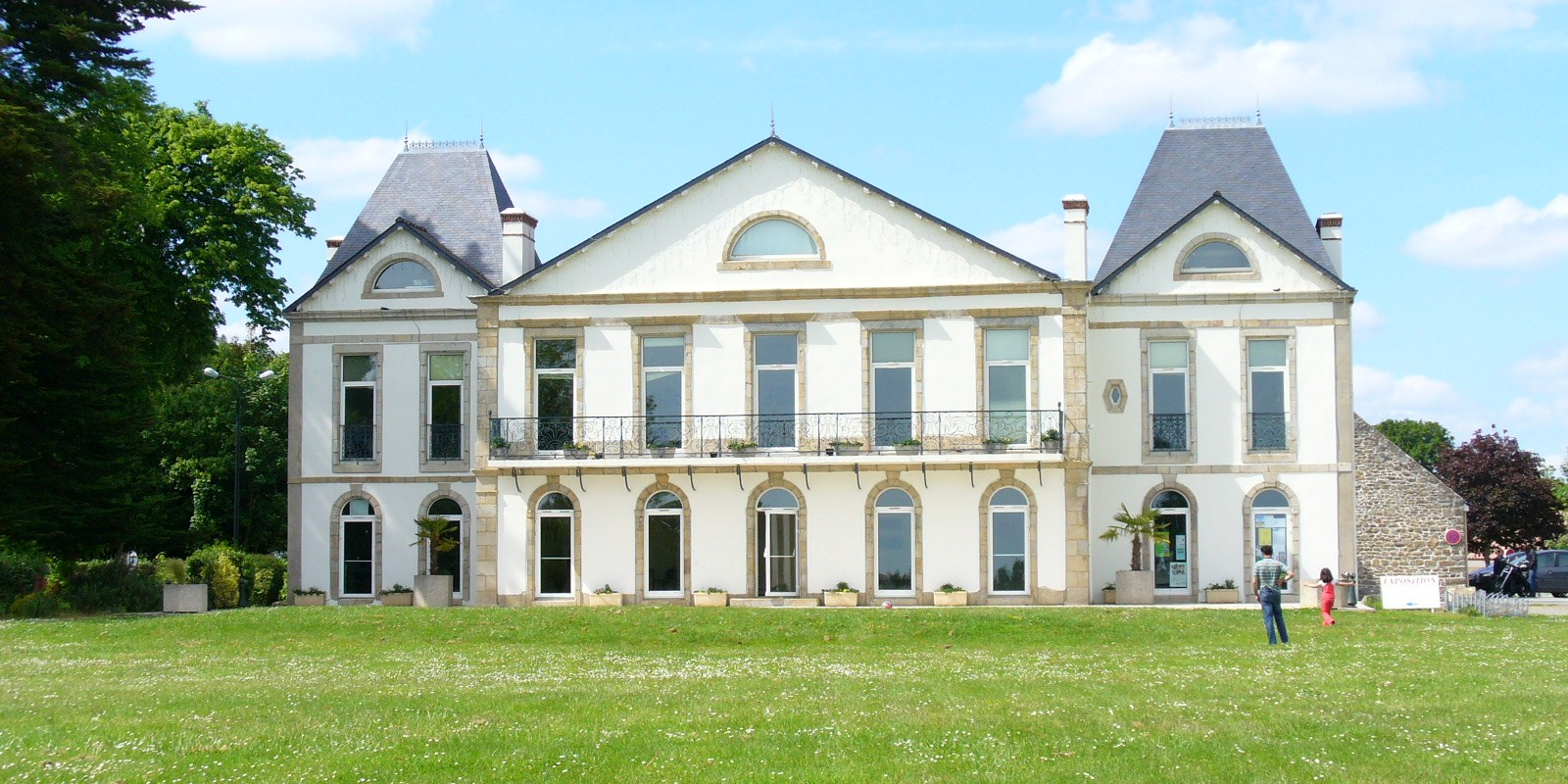
Le château de Kerdurand.
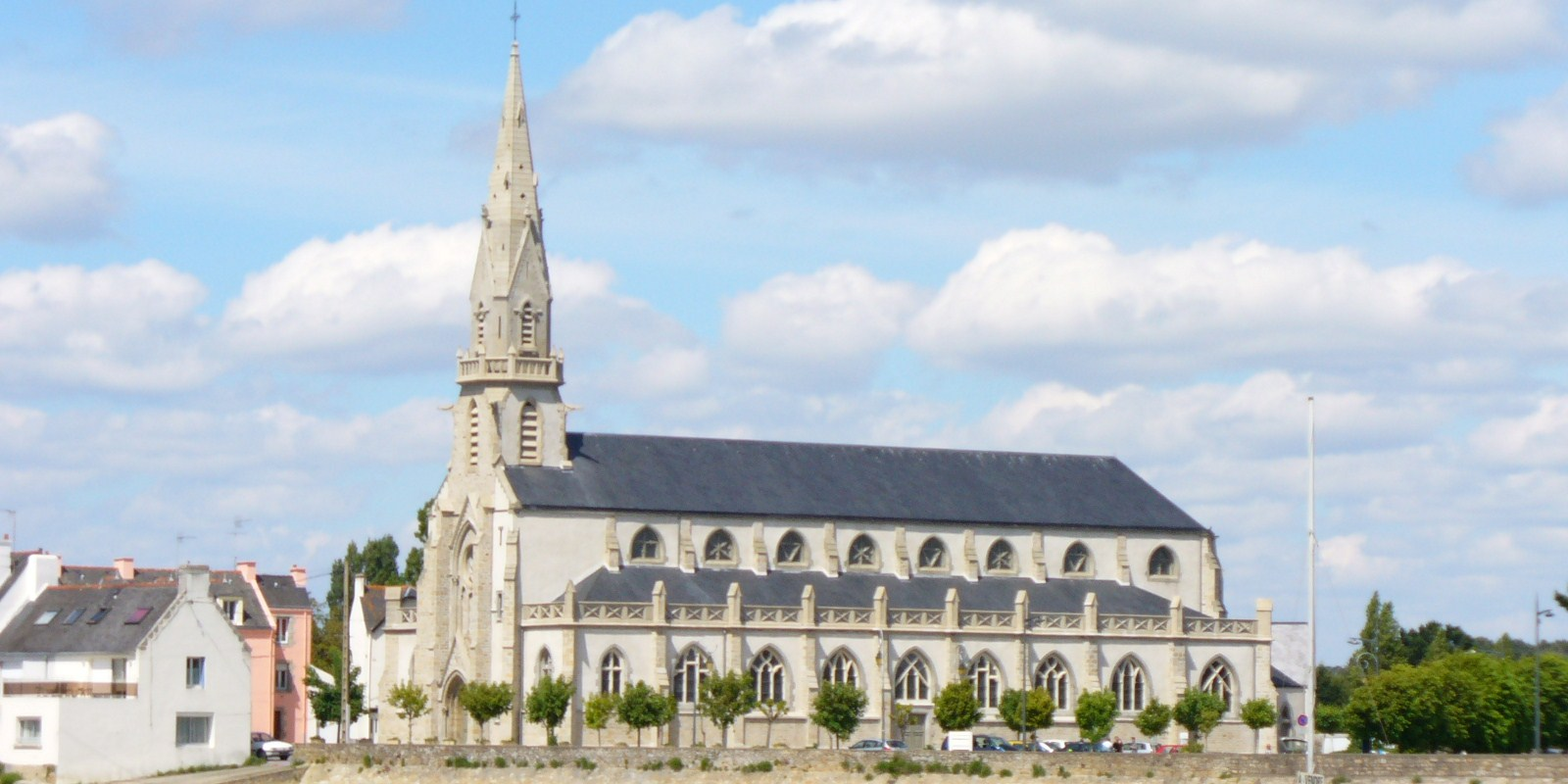
L'église paroissiale Sainte-Radegonde.
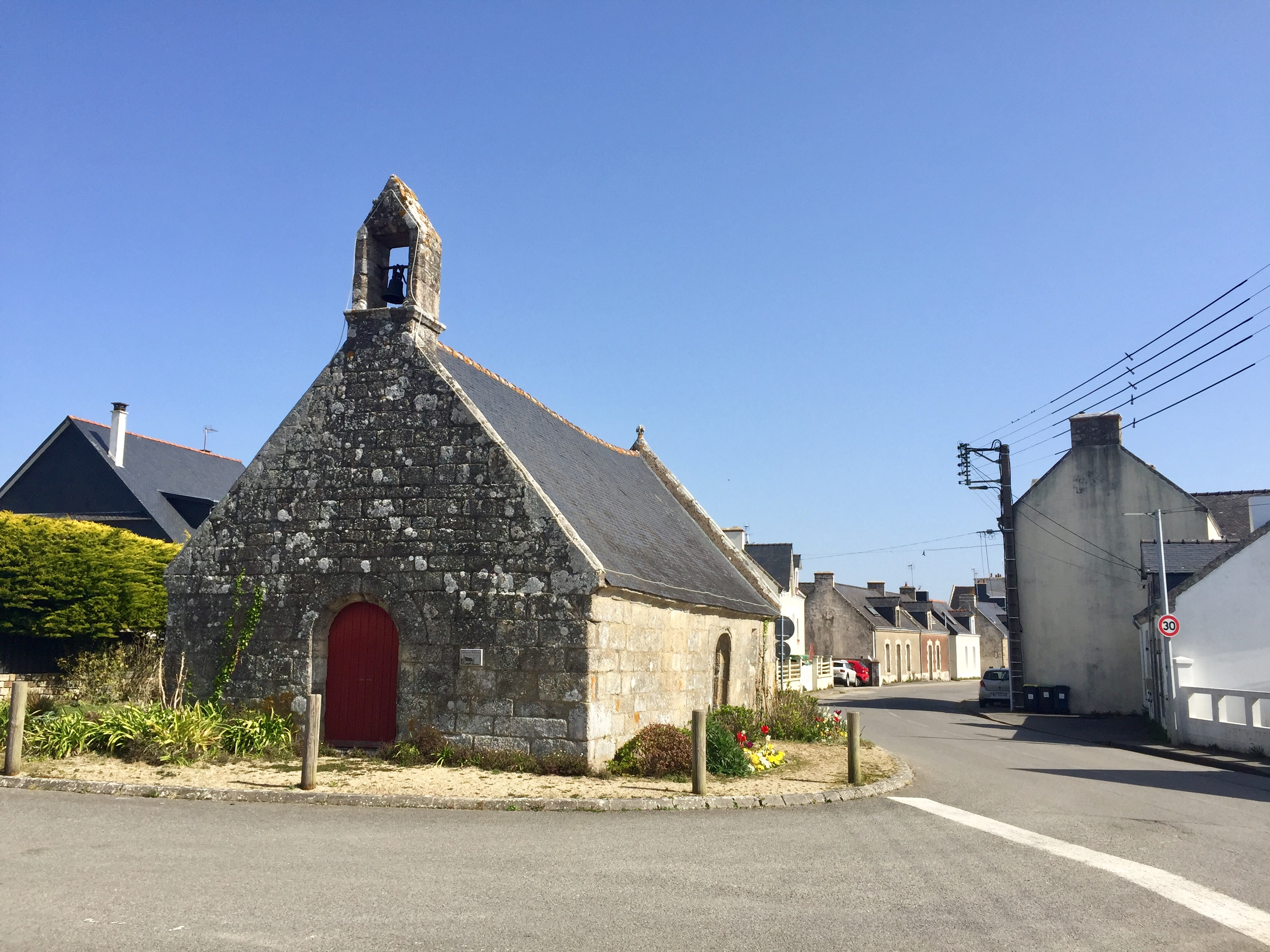
Chapelle de la Vraie-Croix.

- Phare de Poulfanc, édifié en 1854, appelé « tour à feu » (traduction du breton tourtan signifiant phare) ;
- Phare de Kerbel, situé au lieu dit Les Deux moulins, construit en 1913, qui remplace ce premier phare.
- Château de Kerdurand, construit au XVIIIe siècle ; sa grille et son portail datent du XIXe siècle ;
- Ruines du Manoir de Kersabiec (aujourd'hui sur la commune de Locmiquélic) construit vers le XVe siècle[31];
- Plusieurs fontaines et lavoirs ;
- Ancien chemin de fer.

### Bâti
Riantec comptait avant 1880 deux zones habitées, au bourg et à Kerner, et quelques groupes d'habitations disséminés sur son territoire.
Par la suite, les constructions ont été édifiées autour des noyaux d'urbanisation préexistants et des voies d'accès à la commune.
Caractérisée par une grande hétérogénéité de son bâti, la commune abrite essentiellement de l'habitat individuel. Outre un bâti traditionnel, antérieur à 1880, constitué de maisons de pêcheurs pour l'habitat maritime et de longères pour l'habitat rural, les différentes formes d'habitat individuel caractéristiques des évolutions architecturales contemporaines fondent le tissu urbain communal.

### Naturel et paysager
Ce patrimoine naturel tant maritime que rural dont dispose Riantec abrite une faune et une flore riche protégée à divers titres.

#### Espaces d'intérêt européen
Natura 2000

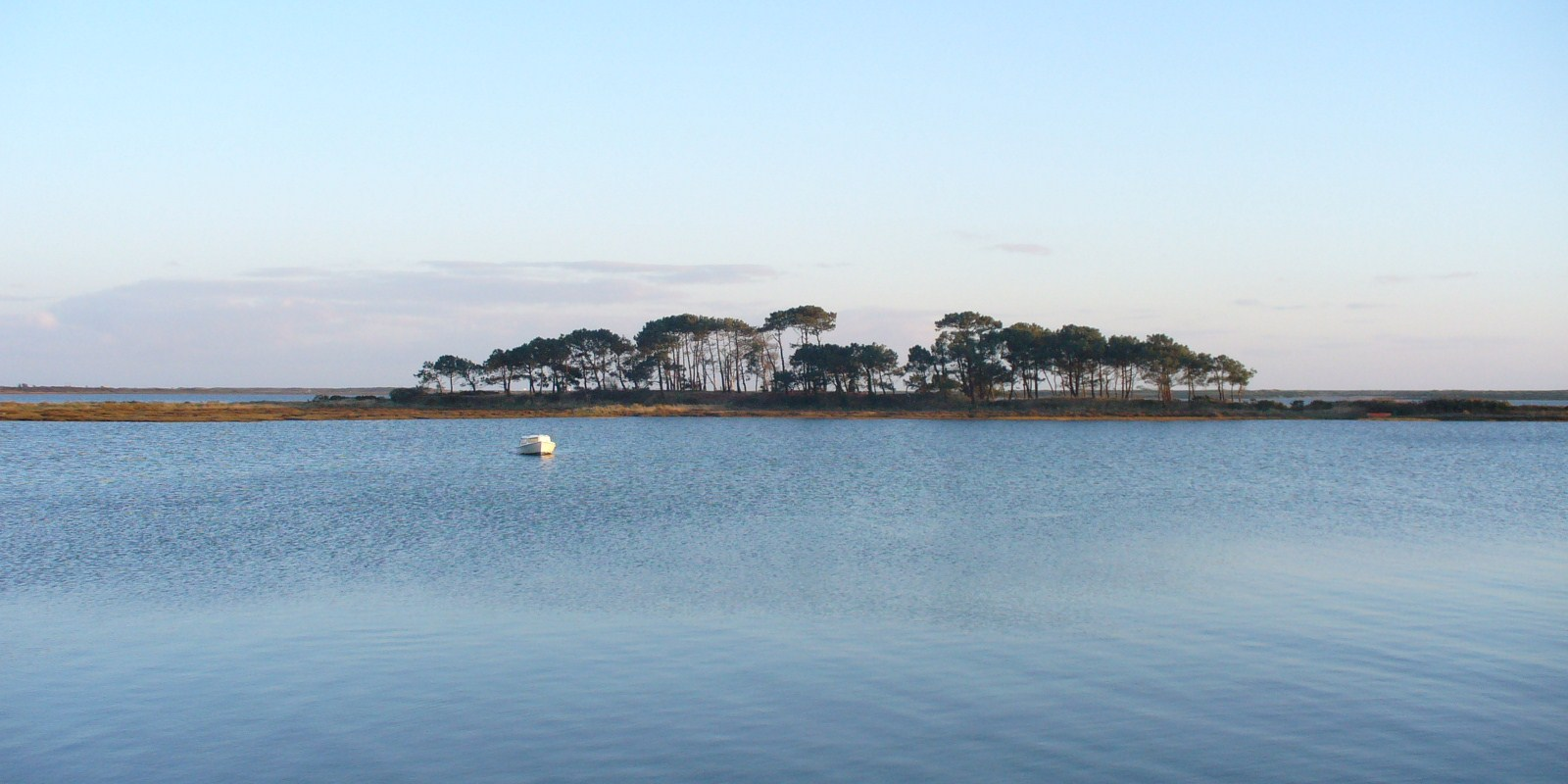
L'île aux Pins dans la petite mer de Gâvres.

La petite mer de Gâvres, les zones humides du Dreff et de la Croizetière sont concernées par le site Natura 2000 du « massif dunaire de Gâvres-Quiberon et zones humides associées».
ZNIEFF
Abritant des espèces rares et menacée, Riantec, particulièrement sa frange littorale, est également visée par un périmètre de zone naturelle d'intérêt écologique, floristique et faunistique. La ZNIEFF de la Croizetière, d'une superficie de 47 ha, est au centre du triangle d'espaces non urbanisés séparant les communes de Locmiquélic, Port Louis et Riantec ; elle abrite des plantes protégées comme l'asphodèle d'Arrondeau et l'orchis grenouille (Coeloglossum viride).
ZICO
La Petite mer de Gâvres, l'Île de Kerner et l'Île aux Pins ainsi que les marais du Dreff, d'anciens marais salants, sont inclus dans une zone d'intérêt communautaire pour les oiseaux. En effet, ces zones abritent une grande variété d’oiseaux utilisant la vasière comme zone d’alimentation à marée basse et de repos à marée haute.

#### Espaces d'intérêt local
Outre les zones visées par l'intérêt communautaire, les landes de Lotour et le vallon du Riant sont repérés localement au titre de leur intérêt faunistique et floristique.

## Blasonnement
|  | Les armoiries de Riantec se blasonnent ainsi : D'azur au chevron d'argent chargé de trois mouchetures d'hermine de sable à plomb, accompagné en chef de deux cormorans éployés d'or et en pointe d'une fontaine couverte du même ouverte du champ. |

## Langue bretonne
L’adhésion à la charte Ya d’ar brezhoneg a été votée par le conseil municipal le 29 juin 2015, et devenu effective le 25 février 2016. La ville devient ainsi la 184e commune de Bretagne à l'avoir signé.
La commune dispose depuis 2009 d'une école primaire Diwan qui scolarise 62 élèves à la rentrée 2018. À la rentrée 2021-2022, l'école Diwan compte 36 élèves répartis en 2 classes.

## Démographie
Le territoire de la commune (et en conséquence le nombre de ses habitants) est réduit en 1867, pour la création de la commune de Gâvres, et en 1919, pour celle de Locmiquélic.
La population de Riantec a connu une évolution positive de 1975 à 2009 (+884 habitants).
L'évolution du nombre d'habitants est connue à travers les recensements de la population effectués dans la commune depuis 1793. Pour les communes de moins de 10 000 habitants, une enquête de recensement portant sur toute la population est réalisée tous les cinq ans, les populations de référence des années intermédiaires étant quant à elles estimées par interpolation ou extrapolation. Pour la commune, le premier recensement exhaustif entrant dans le cadre du nouveau dispositif a été réalisé en 2004.

En 2022, la commune comptait 5 742 habitants, en évolution de +4,1 % par rapport à 2016 (Morbihan : +3,82 %, France hors Mayotte : +2,11 %).
| 1793  | 1800  | 1806  | 1821  | 1831  | 1836  | 1841  | 1846  | 1851  |
| ----- | ----- | ----- | ----- | ----- | ----- | ----- | ----- | ----- |
| 3 071 | 3 297 | 3 032 | 3 560 | 3 675 | 3 978 | 3 982 | 4 082 | 3 910 |

| 1856  | 1861  | 1866  | 1872  | 1876  | 1881  | 1886  | 1891  | 1896  |
| ----- | ----- | ----- | ----- | ----- | ----- | ----- | ----- | ----- |
| 4 186 | 4 620 | 5 092 | 4 274 | 4 627 | 4 970 | 5 500 | 5 717 | 5 981 |

| 1901  | 1906  | 1911  | 1921  | 1926  | 1931  | 1936  | 1946  | 1954  |
| ----- | ----- | ----- | ----- | ----- | ----- | ----- | ----- | ----- |
| 6 405 | 6 889 | 7 217 | 3 611 | 3 683 | 3 611 | 3 669 | 3 705 | 3 911 |

| 1962  | 1968  | 1975  | 1982  | 1990  | 1999  | 2004  | 2006  | 2009  |
| ----- | ----- | ----- | ----- | ----- | ----- | ----- | ----- | ----- |
| 4 121 | 4 126 | 4 128 | 4 616 | 4 846 | 4 765 | 4 910 | 4 898 | 5 077 |

| 2014  | 2019  | 2022  | - | - | - | - | - | - |
| ----- | ----- | ----- | - | - | - | - | - | - |
| 5 290 | 5 821 | 5 742 | - | - | - | - | - | - |

## Politique et administration
Riantec est membre, depuis décembre 1995, de Lorient Agglomération, communauté d'agglomération regroupant 25 communes et 205 749 habitants.

## Économie

### Emploi
En 2004, le pourcentage d'actifs dans la population riantecoise était de 40,4 % dont 10,4 % de chômeurs.
En 2000, les établissements basés à Riantec employaient 560 personnes et le centre hospitalier de Kerdurand, dépendant de l'hôpital de Port-Louis constituait le principal employeur de la commune avec 120 salariés.
Par ailleurs, en 1999, seulement 19,7 % de la population ayant un emploi résidait et travaillait à Riantec.

### Activités
Commerce et artisanat
L'activité commerciale et artisanale est répartie sur l'ensemble du territoire communal avec une concentration au niveau du bourg pour le commerce et à Villemarion pour l'artisanat. L'autorisation de construire une station d'épuration a été donné fin mai 2009; celle-ci devrait traiter les eaux de Riantec, Port-Louis et Locmiquélic.
Pêche
À Riantec, l'essentiel de l'exploitation des ressources maritimes est historiquement liée à la pêche à pied.
Profondément ancrée dans la culture locale, la pêche à pied en petite mer de Gâvres de palourdes et de coques a longtemps contribué à l'alimentation de la population mais est devenue une activité ludique et éducative constituant un atout touristique.
Agriculture
En 2004, l'agriculture occupait 39,1 % du territoire avec 564 hectares de surface agricole utile (SAU) mais accuse une diminution progressive tant de la surface exploitée que du nombre de sièges d'exploitation basées à Riantec.
Les exploitations riantecoises partagent majoritairement leur activité entre l'élevage porcin et bovin et la culture céréalière notamment à destination de l'alimentation animale.
Tourisme
L'activité touristique réduite à Riantec peut s'appuyer sur la petite mer de Gâvres et son intérêt tant écologique que pédagogique.
Par ailleurs, sans être une station balnéaire, la baignade est possible à marée haute dans la petite mer de Gâvres notamment à partir des petites plages (les Salles, Stervins, les Chelles) du littoral communal.
La campagne riantecoise par la diversité de ses paysages dispose de potentialités.

### Associations
- 15 associations sportives
- 15 associations culturelles
- 6 associations à caractère patriotique
- 3 associations environnement-nature
- 8 associations scolaires
- 4 associations sociales ou caritatives

## Équipements et infrastructures

### Touristiques
Parc de Kerdurand
Le parc de Kerdurand est agrémenté d’un parcours sportif et d’une piscine.
Maison de l'île de Kerner
Espace découverte du monde végétal, animal et minéral de la petite mer de Gâvres.

### Scolaires et périscolaires
Les structures d’enseignement présentes sur le territoire de Riantec permettent d’accueillir les enfants scolarisés de la maternelle au collège.
3 écoles maternelles
- École maternelle de la Petite Mer
- École maternelle Saint-Joseph
- École maternelle Diwan (immersive en breton. À la rentrée 2020, 31 élèves étaient scolarisés à l’école Diwan (soit 6% des enfants de la commune inscrits dans le primaire)[103].

3 écoles primaires
- École primaire Paul-Émile-Victor
- École primaire Saint-Joseph
- École primaire Diwan (bilingue breton-français)

1 collège
- Collège de Kerdurand

1 halte garderie
- Relais des Homards

### Socioculturels

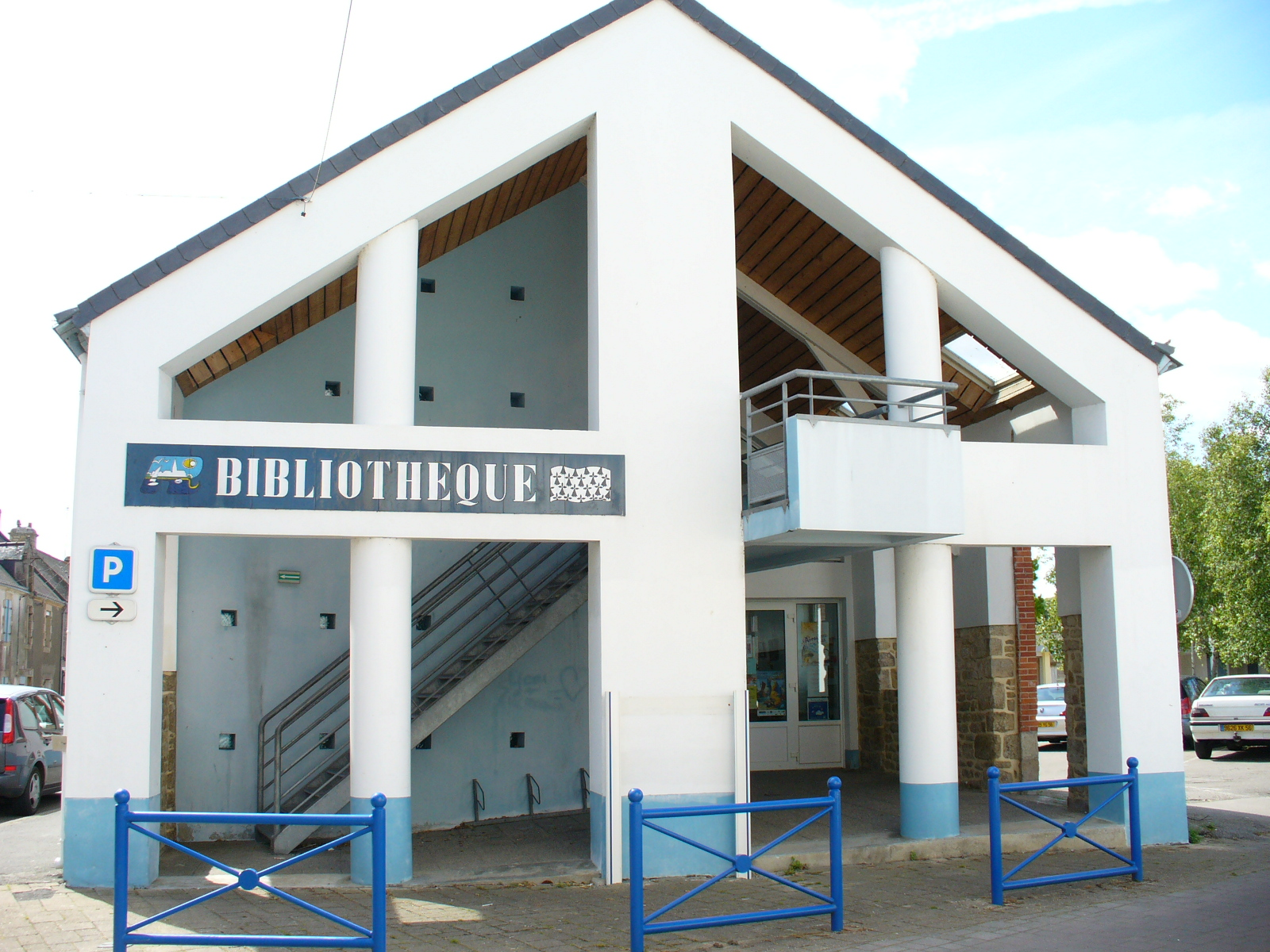
Bibliothèque municipale.

Les équipements socioculturels sont essentiellement répartis sur le bourg et à Kerdurand.
Le bourg
- Salle audiovisuelle utilisée notamment en tant que cinéma ;
- Médiathèque Anjela Duval ;
- Salle polyvalente Henri-Queffélec.

Kerdurand
- Maison des jeunes ;
- Club du 3e âge ;
- Château de Kerdurand à la disposition des associations et du centre de loisir.

### Sportifs et de plein air

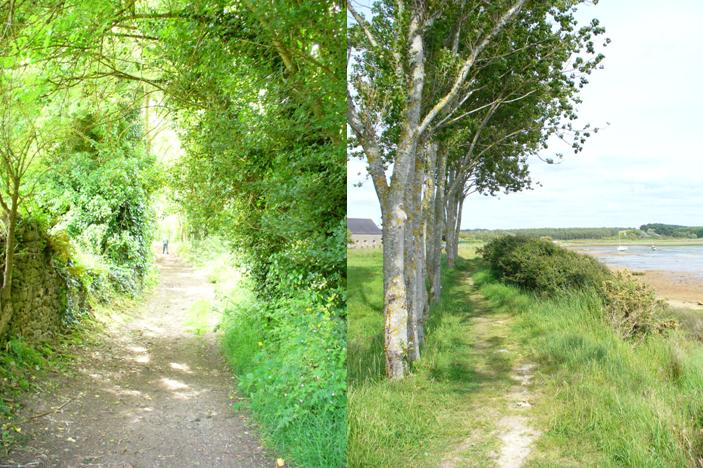
Sentiers à la campagne comme sur le littoral.

À quelques exceptions près, les infrastructures sportives riantecoises sont regroupées à Kerdurand
- 3 terrains de football
- 1 terrain de rugby
- 2 courts de tennis
- 2 terrains multisports
- 1 parcours sportif
- 2 piscines
- 1 boulodrome couvert
- 1 salle de sport dans l’annexe du château de Kedurand
- 1 salle de sport dépendant du collège de Kerdurand
- 1 dojo
- 1 centre équestre.

Par ailleurs, le site de Riantec, entre mer et campagne, offre des opportunités de randonnées pédestres, équestres et cyclistes.
L’espace de la petite mer de Gâvres se prête à la pratique d’activités nautiques comme le kayak de mer, la planche à voile ou encore le kitesurf.

### Déplacements

#### Réseau viaire
Outre les voies communales, Riantec est traversée par trois routes départementales :
- RD 781 qui relie Plouhinec à Port-Louis via Riantec (5 200 véhicules par jour en 2001) ;
- RD 33 vers Merlevenez, Nostang et Landévant (2 155 véhicules par jour en 2001) ;
- RD111 vers Locmiquélic et en direction de Lorient (5 924 véhicules par jour en 2001).

#### Transports en commun
La commune de Riantec est desservie par le réseau CTRL :
| Ligne | 15 |  | Riantec - Kervignec ↔ Port-Louis - La Pointe  |
| Ligne | 16 |  | Riantec - Sébastopol ↔ Port-Louis - La Pointe |

Le réseau outre-rade de la CTRL permet une desserte en bus interne aux communes de Riantec, Port-Louis et Locmiquélic et une liaison par bateau à destination de Gâvres et à travers la rade vers Lorient.

## Vie locale

### Événements hebdomadaires
- Marché : le mercredi matin à côté de l'église Sainte-Radegonde ;
- Cinéma : les weekends à la salle audiovisuelle.

## Littérature
- Paul Féval : Le poisson d'or (1863)[105].

## Personnalités liées à la commune
- François Le Levé, anarcho-syndicaliste français et résistant pendant la Seconde Guerre mondiale. Né à Riantec en 1882.
- Julien Crozet, navigateur ayant donné son nom aux îles Crozet, sa famille possédait une métairie et une maison d'été au lieu-dit La Croizetière (initialement La Crozetière) à Riantec[106].
- Antoine-Marie Boucher-Desforges, né le 9 avril 1715 à Riantec, fut gouverneur des Mascareignes à partir du 30 janvier 1759 et jusqu'en 1767. Il termina ses jours dans sa propriété de Gol sur l'île Bourbon vers 1790[107].
- Adolphe-Charles Nicolas, né le 16 avril 1833 à Riantec, médecin de la Marine, dirigea notamment le service médical de l'expédition du Mexique, puis en 1886-1887 de la Compagnie de Panama. Il publia de nombreux ouvrages et articles, notamment concernant des maladies tropicales, notamment Guide hygiénique médical du voyageur dans l'Afrique centrale et Manuel d'hygiène coloniale. Il termina sa carrière comme médecin dans la station thermale de La Bourboule ; officier de la Légion d'honneur[108].
- Feodor Atkine a vécu à Riantec.